# Esztergom
Esztergom (em alemão: Gran; em latim: Strigonium) é uma cidade no norte da Hungria, cerca de 50 km a noroeste de Budapeste. Está localizada no condado de Komárom-Esztergom, na margem direita do rio Danúbio, rio que constitui, naquele trecho, a fronteira com a Eslováquia, acessível por ponte a partir de Esztergom. Foi a capital da Hungria do século X até meados do século XIII, quando o rei Béla IV da Hungria mudou a residência real para Buda.
Esztergom é ainda a sede do primaz da Igreja católica romana na Hungria e era a antiga sede do Tribunal constitucional da Hungria. A cidade possui um Museu cristão com o maior acervo eclesiástico da Hungria. Sua catedral, a Basílica de Esztergom, é a maior igreja da Hungria.

## Topônimo
A cidade romana chamava-se Solva. O nome latino medieval era Strigonium. A primeira menção medieval é “ſtrigonensis [strigonensis] comes” (1079-1080).
A primeira interpretação do nome foi sugerida por Antonio Bonfini. Ele tentou explicá-lo de Istrogranum, “cidade na confluência de Ister (o nome grego do rio Danúbio) e Gran (o nome latino do rio Hron)”. Essa interpretação ainda é popular. Viktor Récsey tentou derivar o nome das línguas germânicas. Após a conquista do país por Carlos Magno, os francos deveriam dar o nome de Osterringun ao seu castelo mais oriental; como comparação, é feita referência à cidade de Östringen. Pavel Jozef Šafárik tentou explicar o nome do eslavo ostřehu (locus custodius, munitus). Gyula Pauler sugeriu um nome pessoal eslavo Stigran sem uma análise mais profunda de sua origem.
Em 1927, Konrad Schünemann resumiu essas visões mais antigas e propôs a origem em um radical eslavo strěg (“custodia”, guarda). Esta teoria foi posteriormente estendida por Ján Stanislav, que também explicou a origem da vogal inicial, que faltava nas fontes latinas e tchecas posteriores (Střehom). A introdução de uma vogal antes do grupo consonantal inicial é uma mudança regular na língua húngara (Stephan → István, strecha → esztercha), mas o “O” inicial nas formas eslavas posteriores pode ser explicado por uma mudança independente–uma decomposição incorreta da forma preposicional eslava. Ambos os autores notaram o alto número de topônimos eslavos na região (Vyšegrad, Pleš, Kokot, Drug, Komárno, Toplica, etc.)  e nomes eslavos semelhantes em outros países (Strzegom, Střehom, Stregowa, etc.). Ambos os autores acreditavam que o radical strěg fazia parte do nome pessoal eslavo, mas Šimon Ondruš sugere uma etimologia direta. O protoeslavo stregti – vigiar, guardar, particípio presente stregom, strägom – um posto de guarda. A forma eslava posterior foi criada por uma decomposição incorreta da seguinte forma: vъ Strägome (em Strägom) → vo Strägome → v Osträgome como eslovaco Bdokovce → Obdokovce, Psolovce → Obsolovce.
Lajos Kiss considerou o nome de origem incerta, potencialmente derivado também do eslavo strgun (um curtidor) ou protobúlgaro estrogin käpe, estrigim küpe – uma armadura de couro. No entanto, a última teoria é duramente criticada por Šimon Ondruš como obsoleta e não confiável, por causa de sua dependência de fontes posteriores, o alto número de nomes eslavos na região e a falta de adoção da palavra na língua húngara.
Outros nomes da cidade são Estrogen croata, Ostrzyhom polonês, Ostrogon sérvio e Estergon (também turco), Ostrihom eslovaco e Ostřihom tcheco (o nome arcaico é Střehom). O nome alemão é Gran (Alemão: Granⓘ), como o nome alemão do rio Garam.

## História

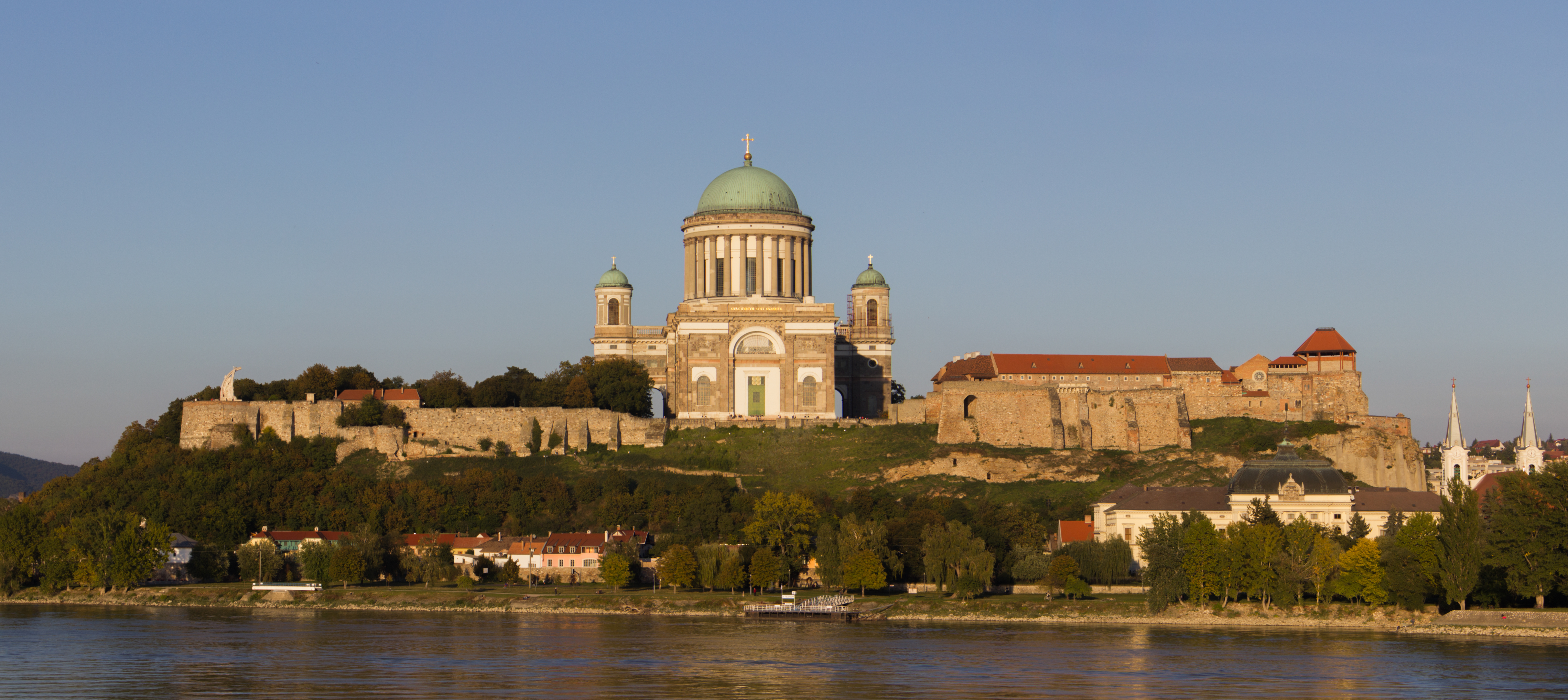
Panorama da Colina do Castelo de Štúrovo, Eslováquia

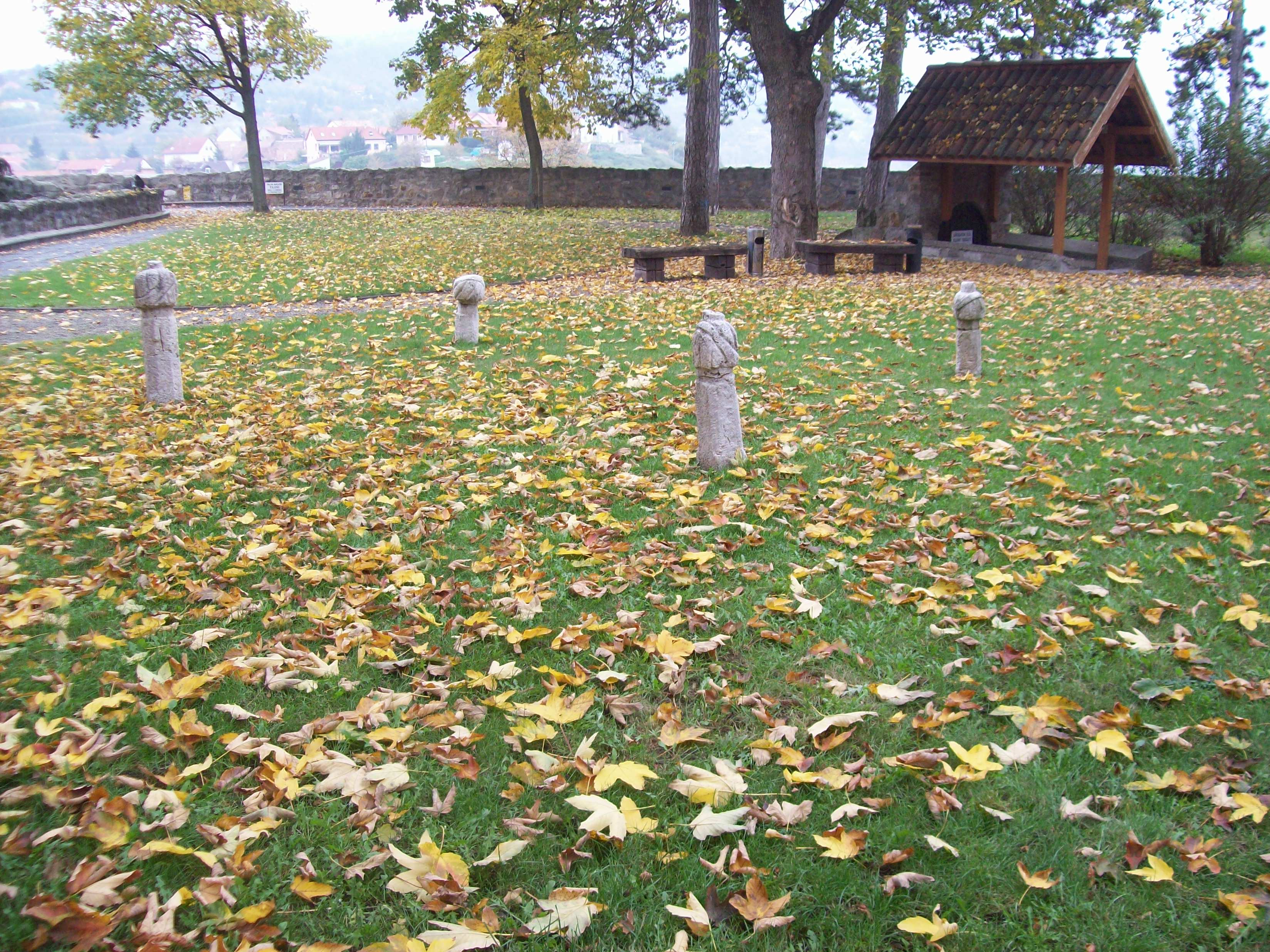
Lápides otomanas no castelo

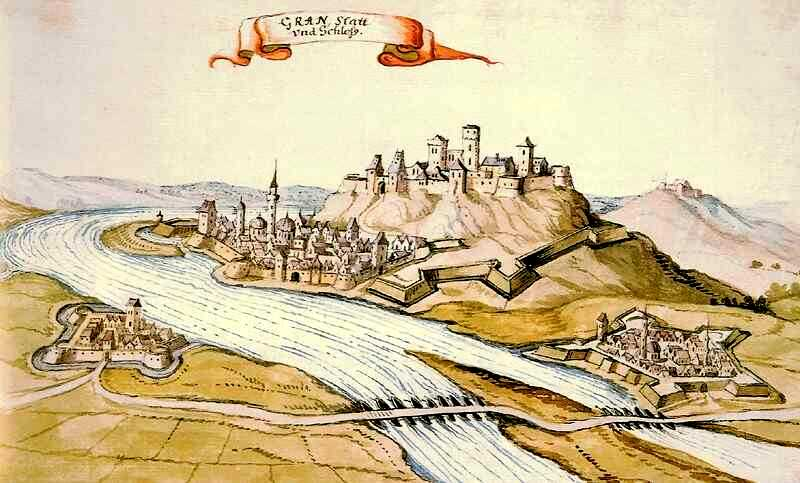
Esztergom em 1664

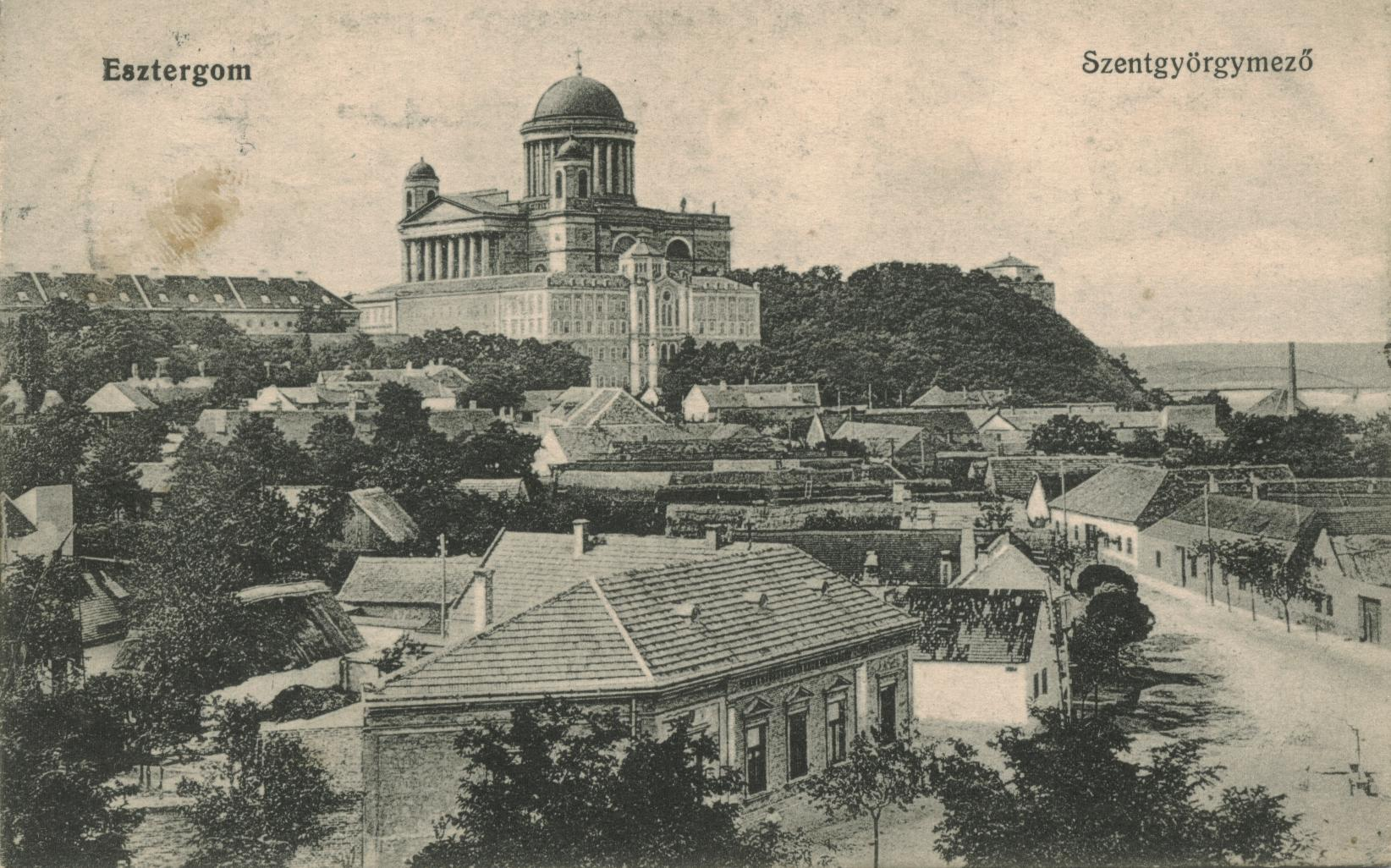
Szentgyörgymező

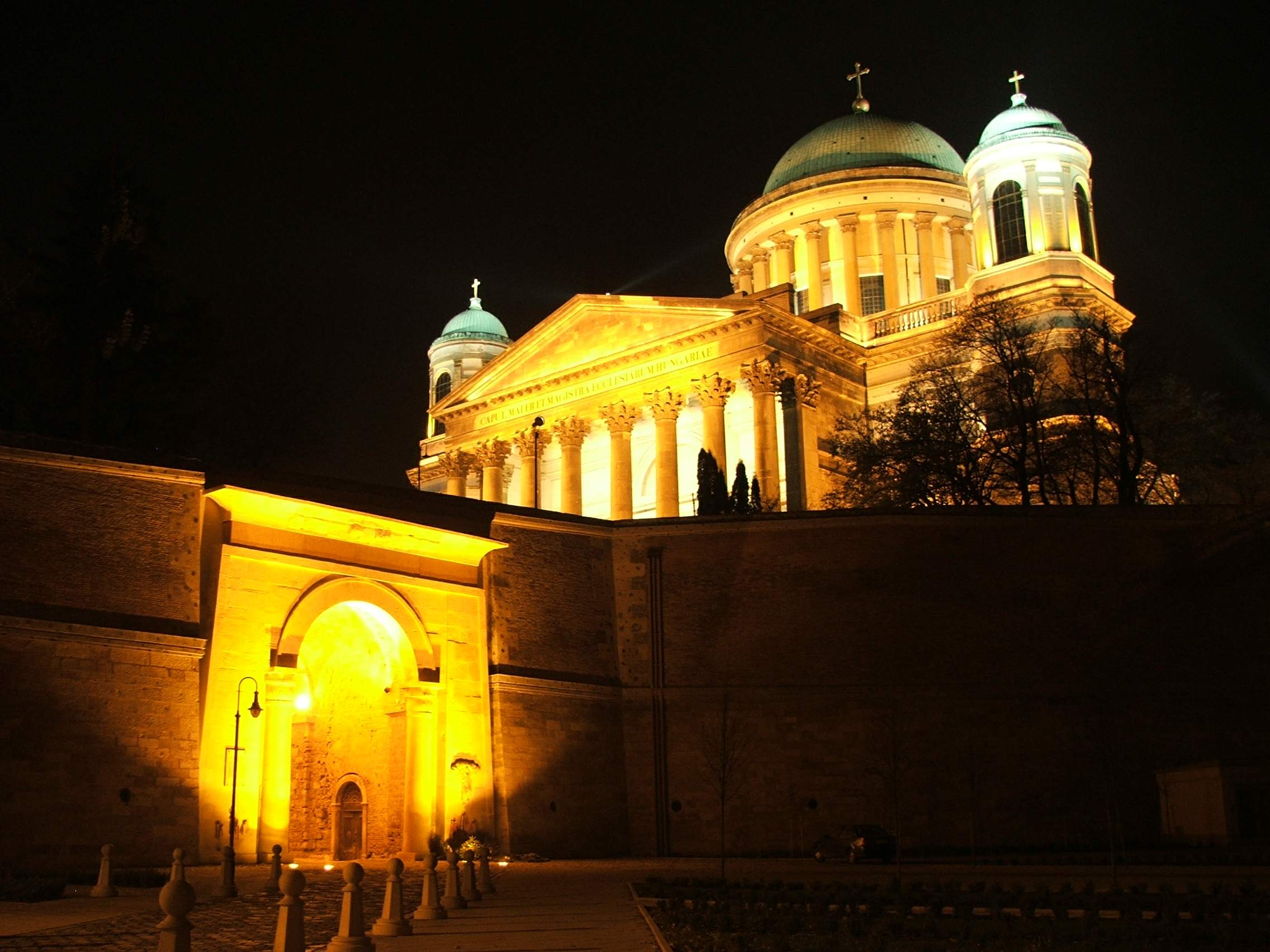
A catedral com o Portão escuro

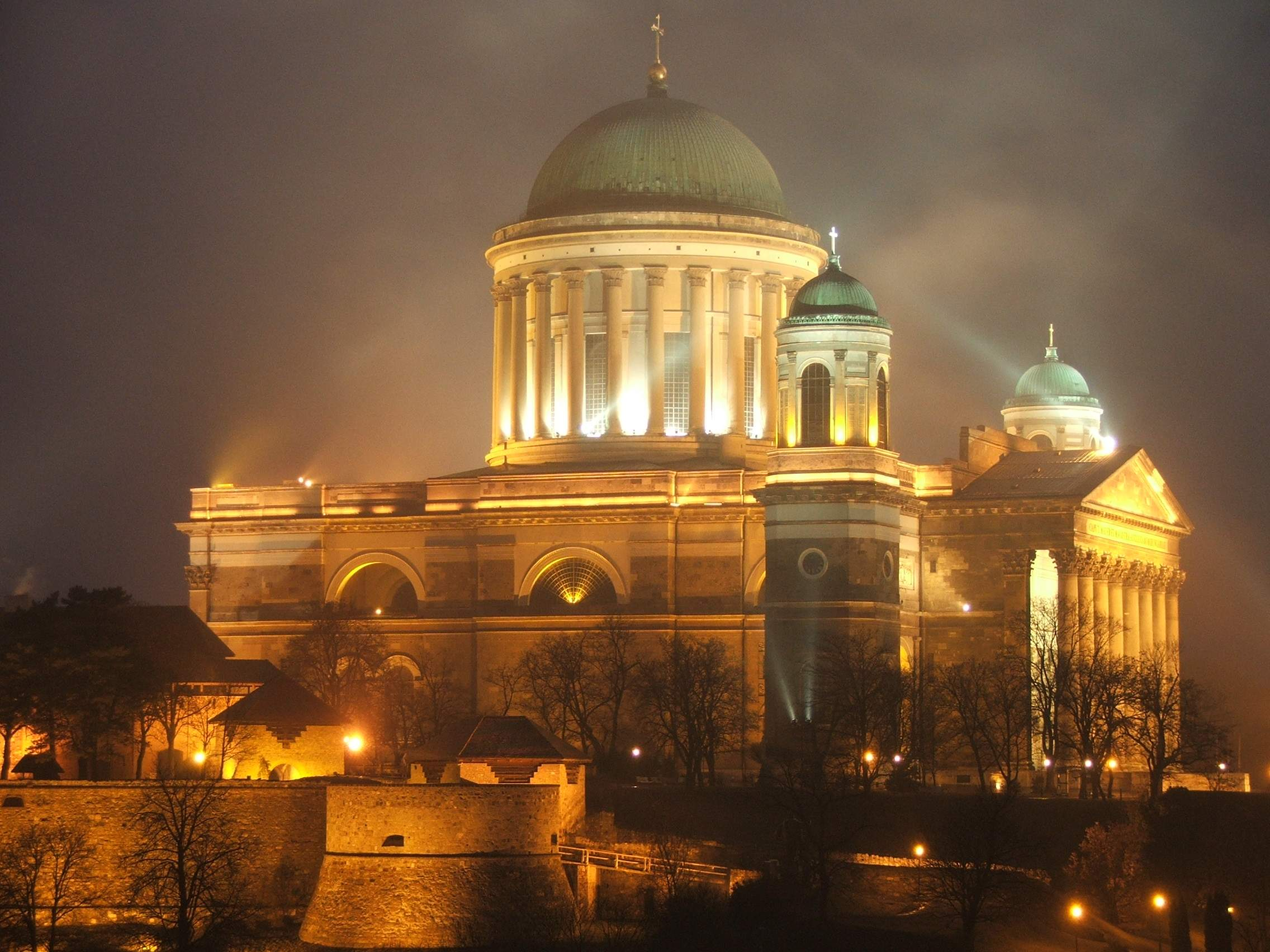
A Catedral à noite

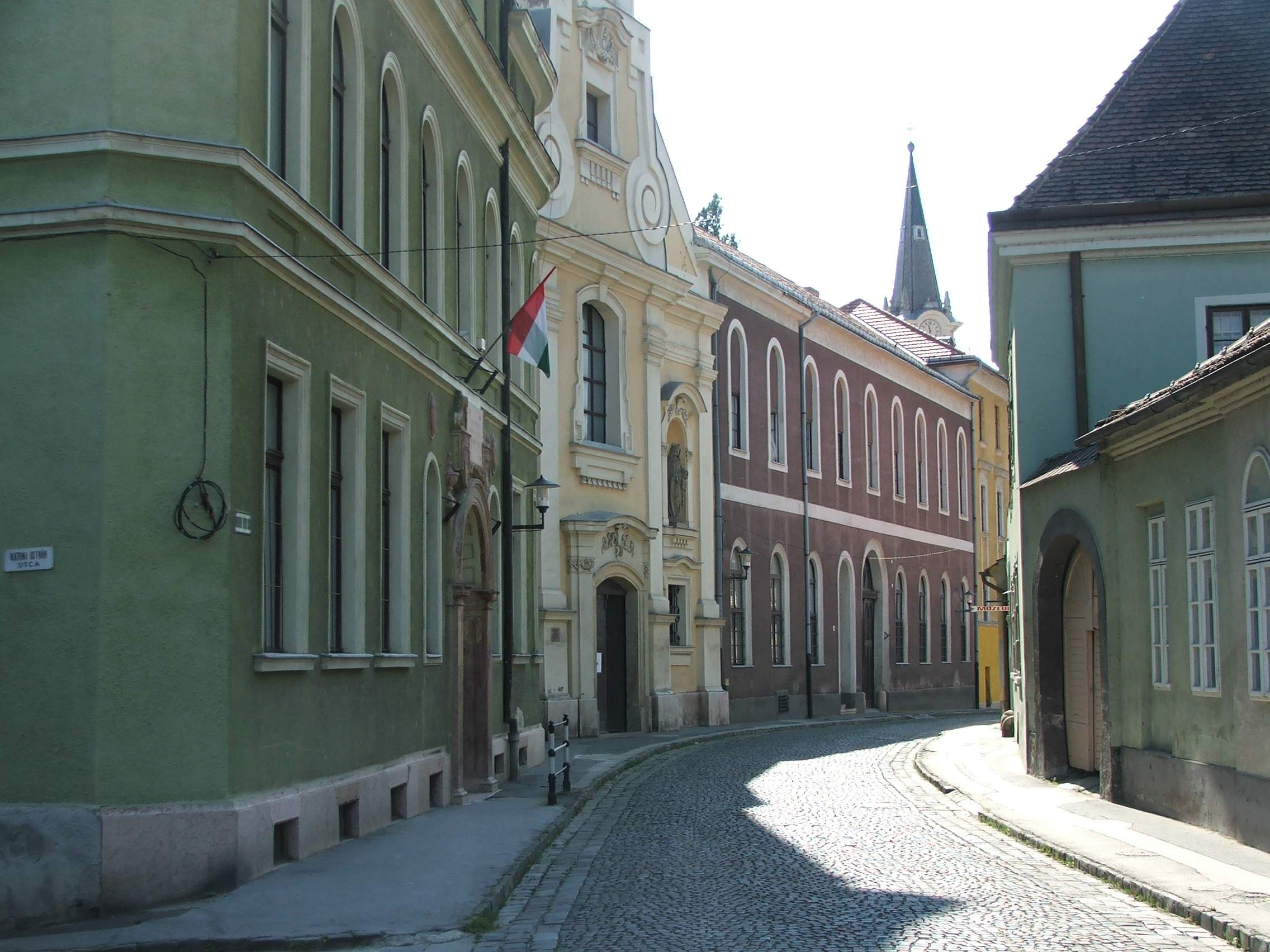
Rua Péter Pázmány

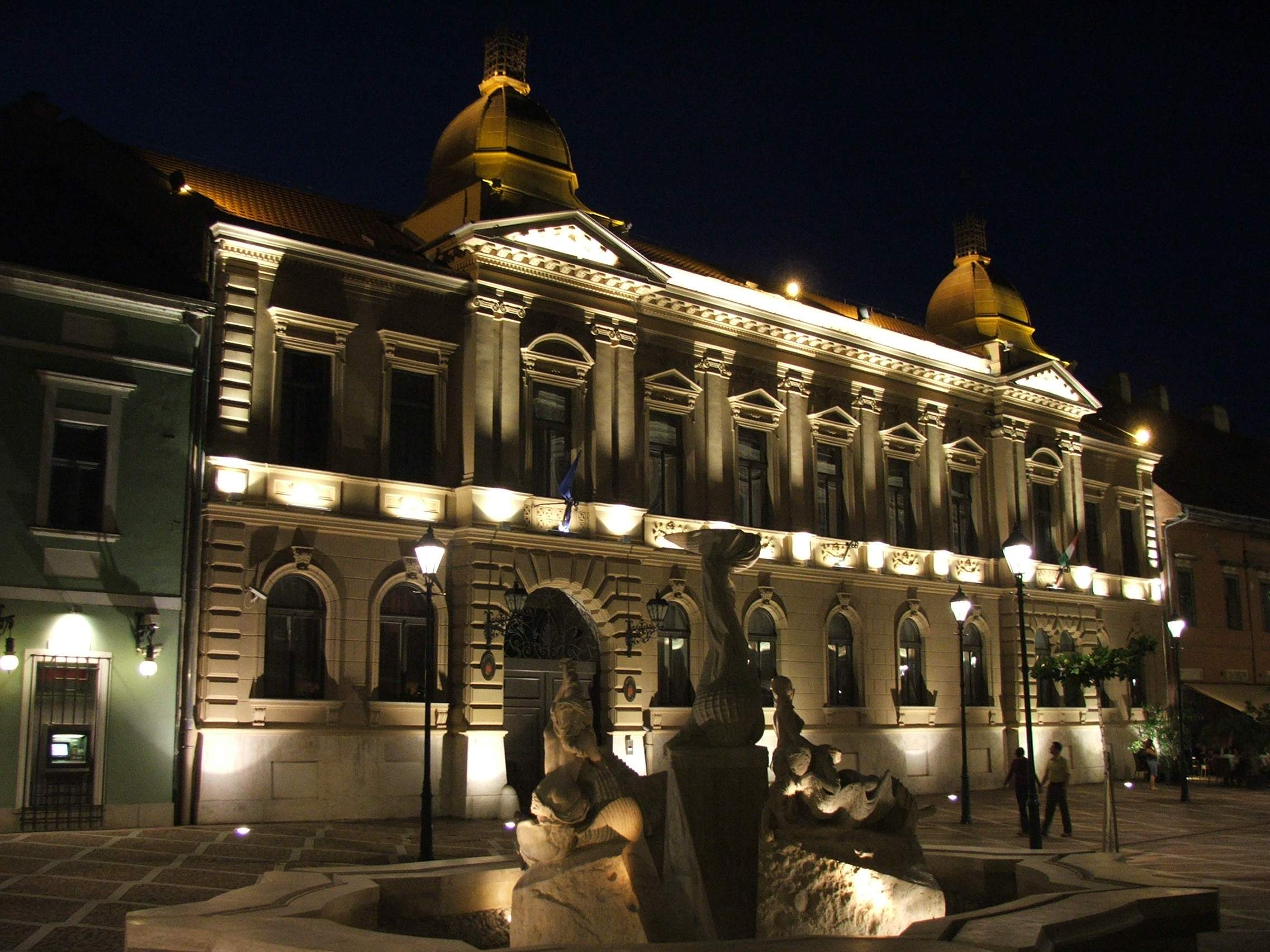
O tribunal

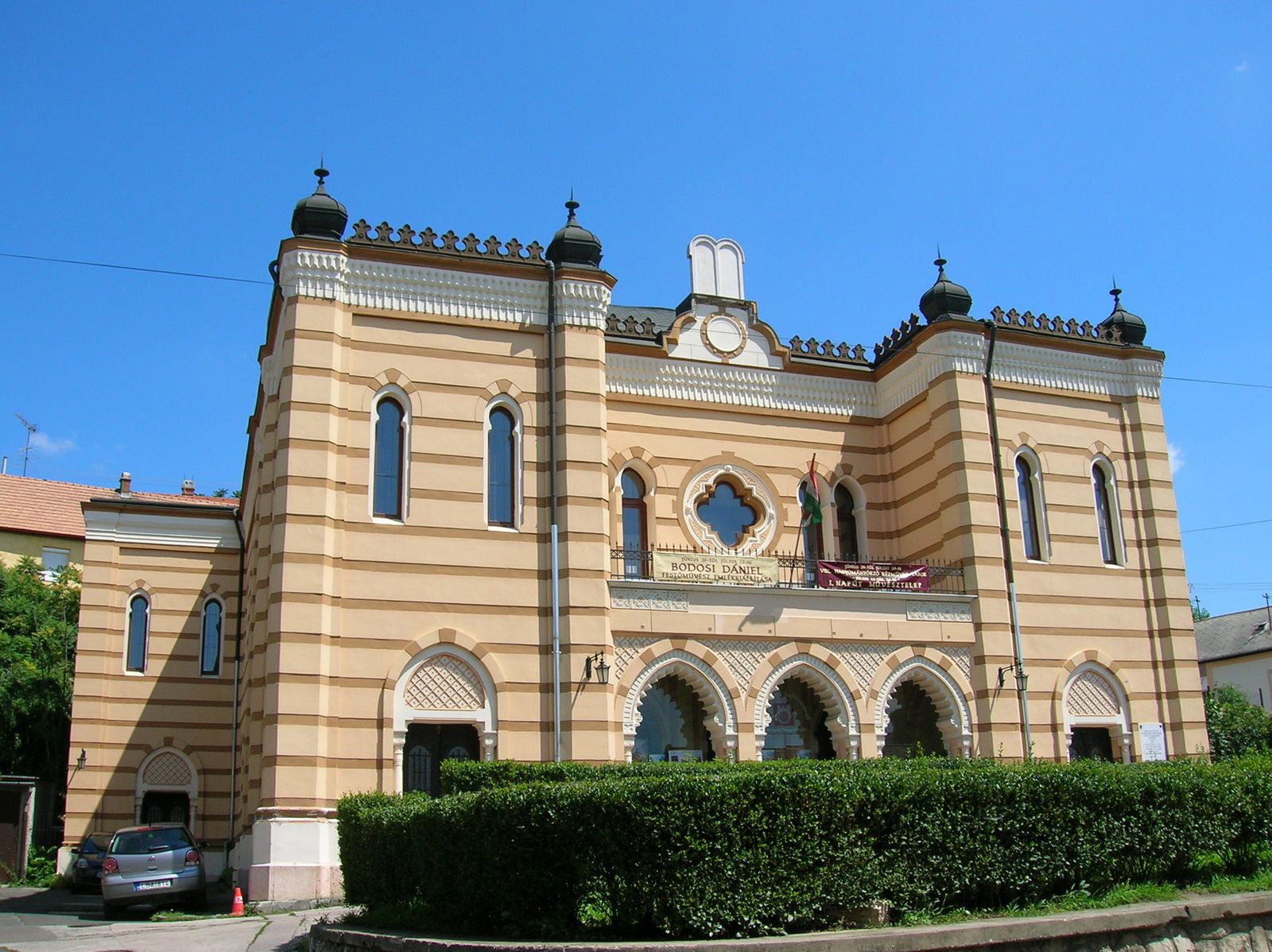
A ex-sinagoga

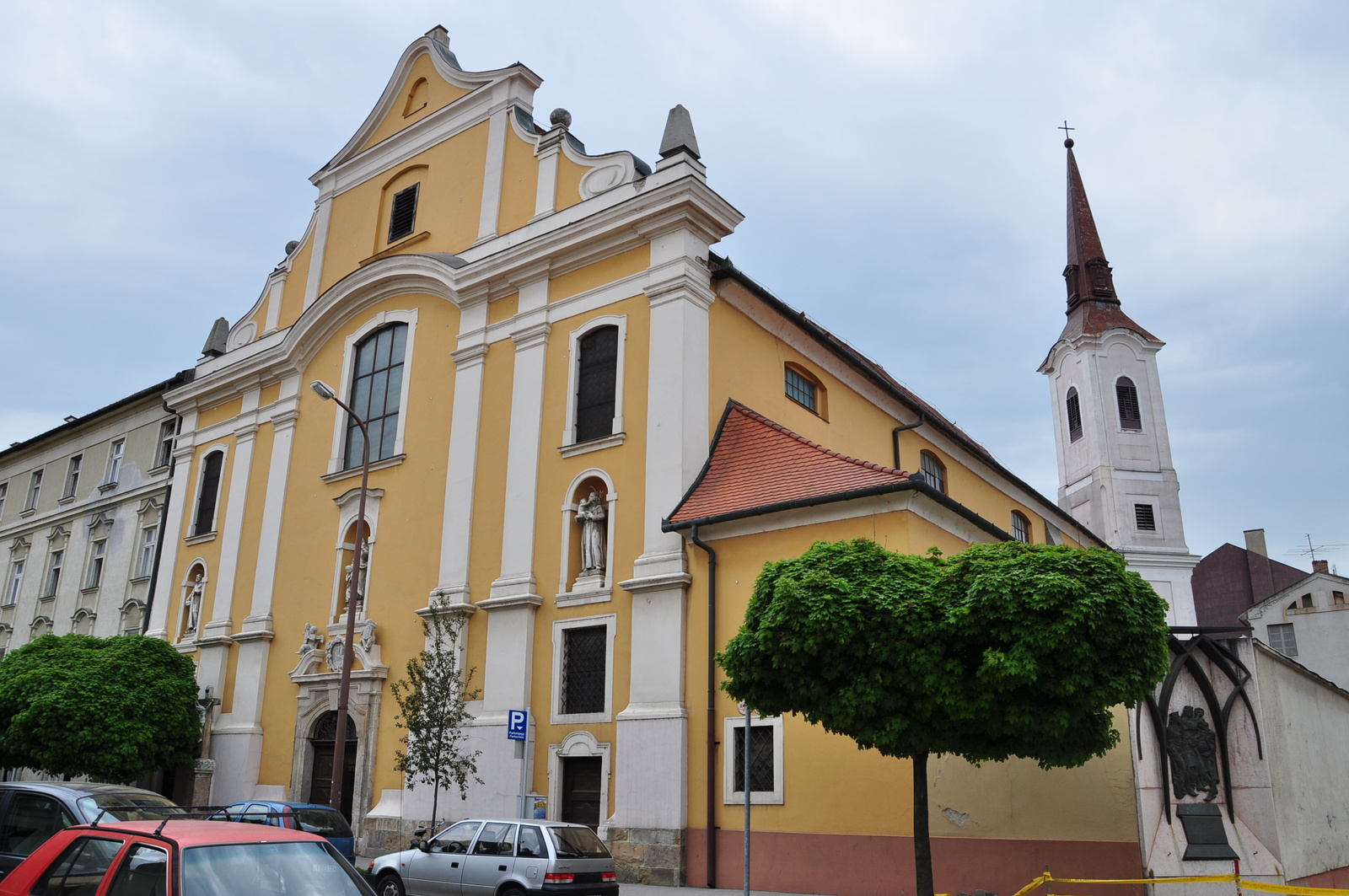
Igreja franciscana

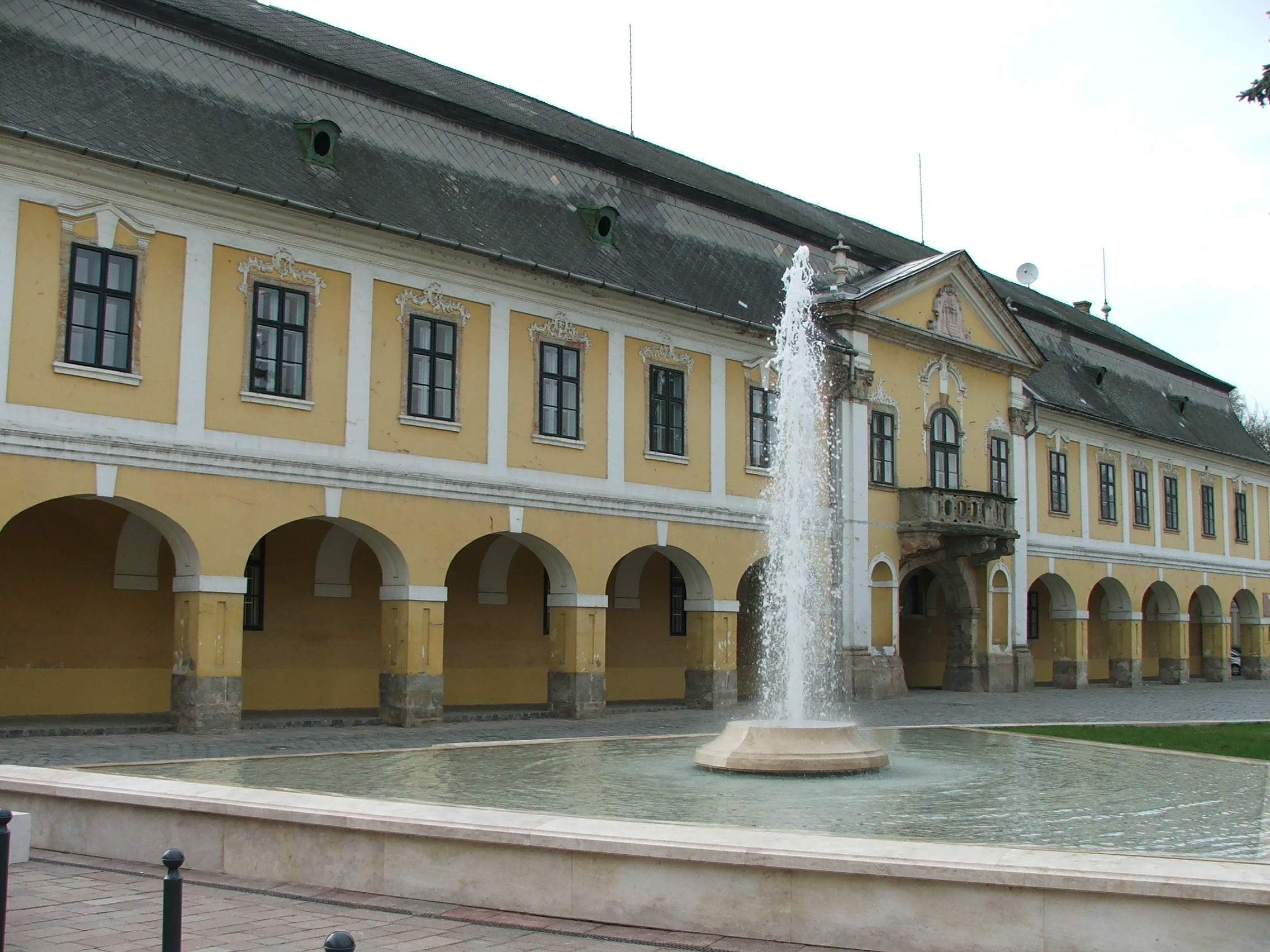
Prefeitura

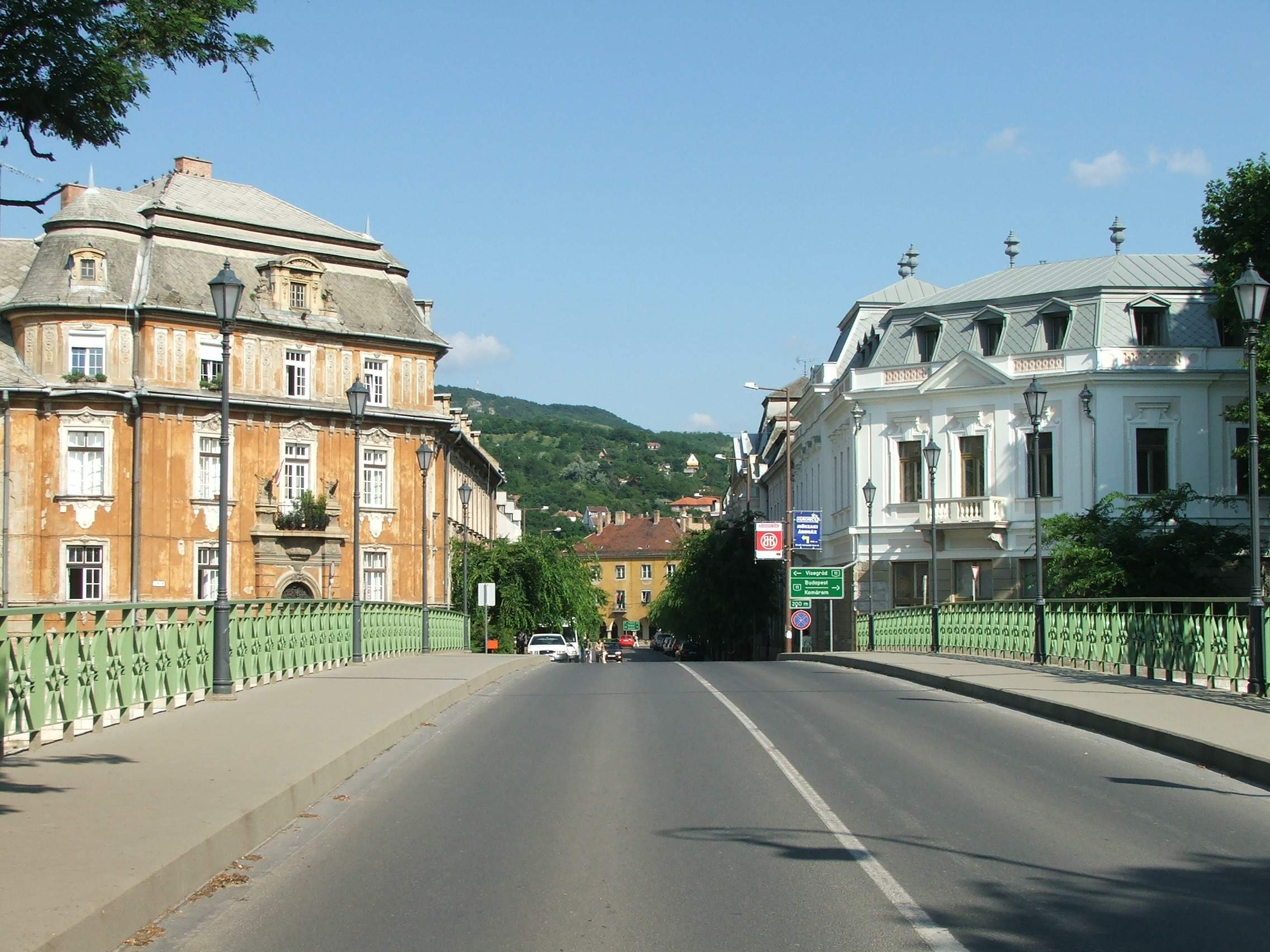
O centro da cidade visto da ponte Bottyán

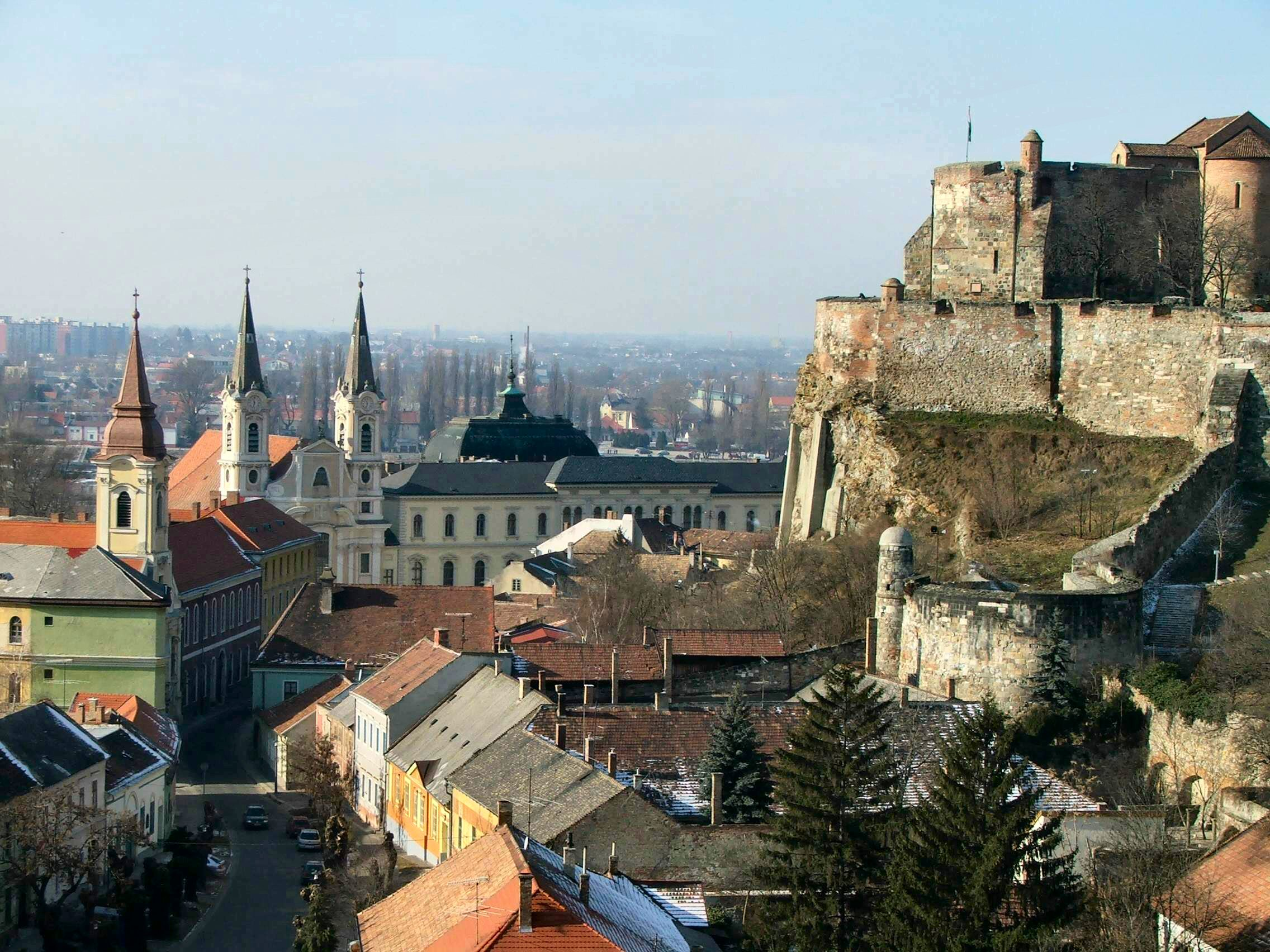
Víziváros

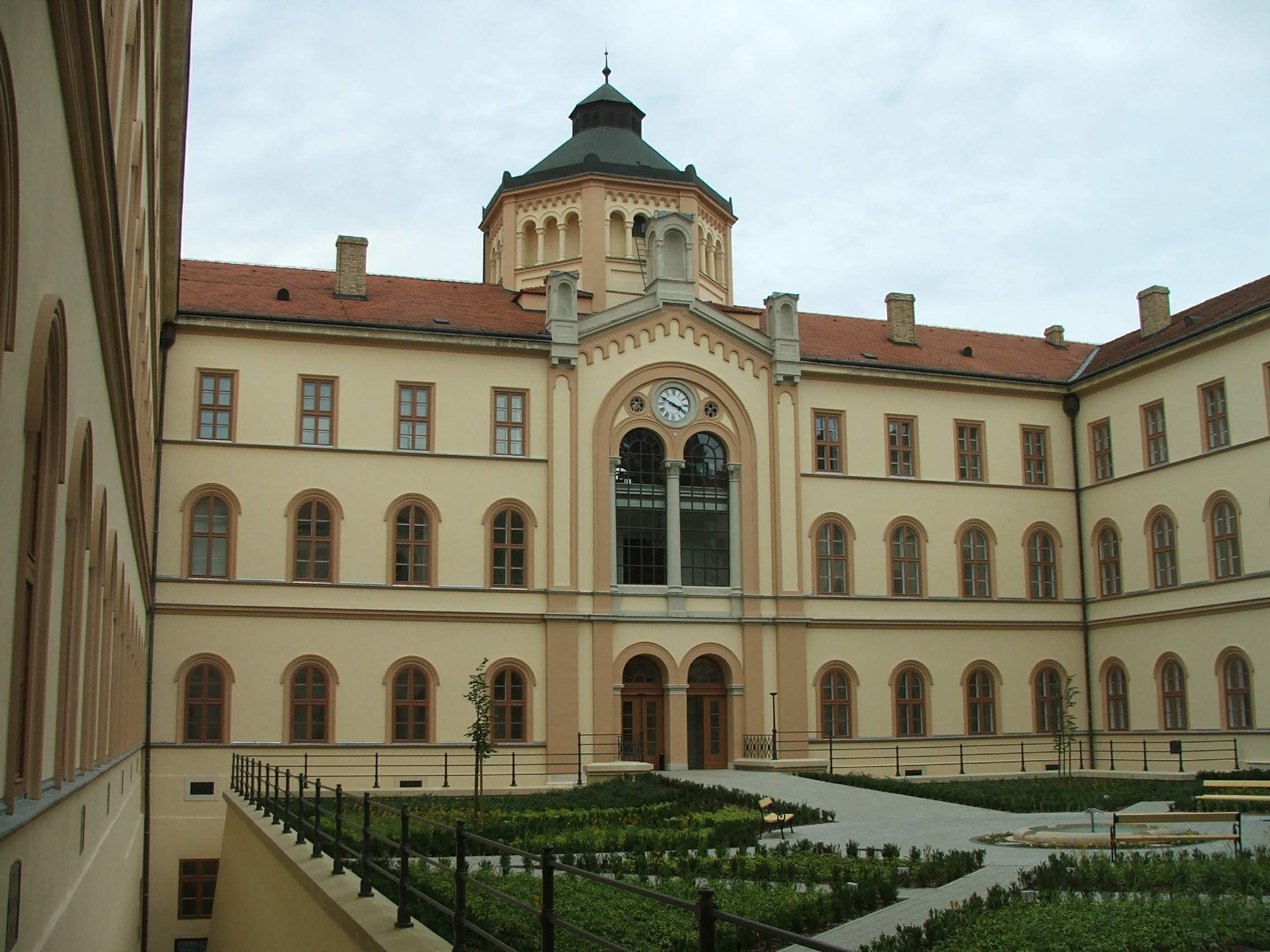
“Antigo seminário”

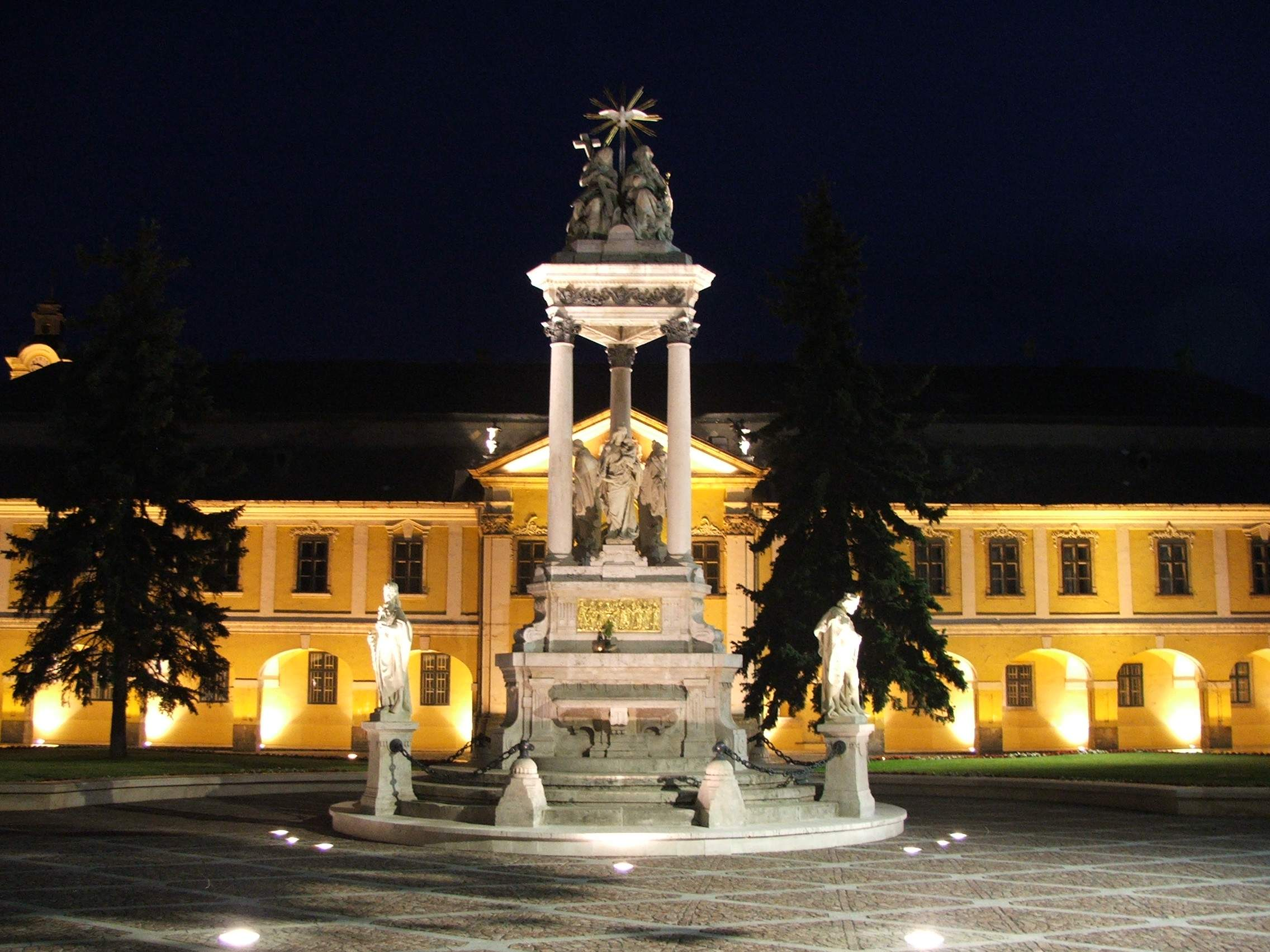
Centro da cidade

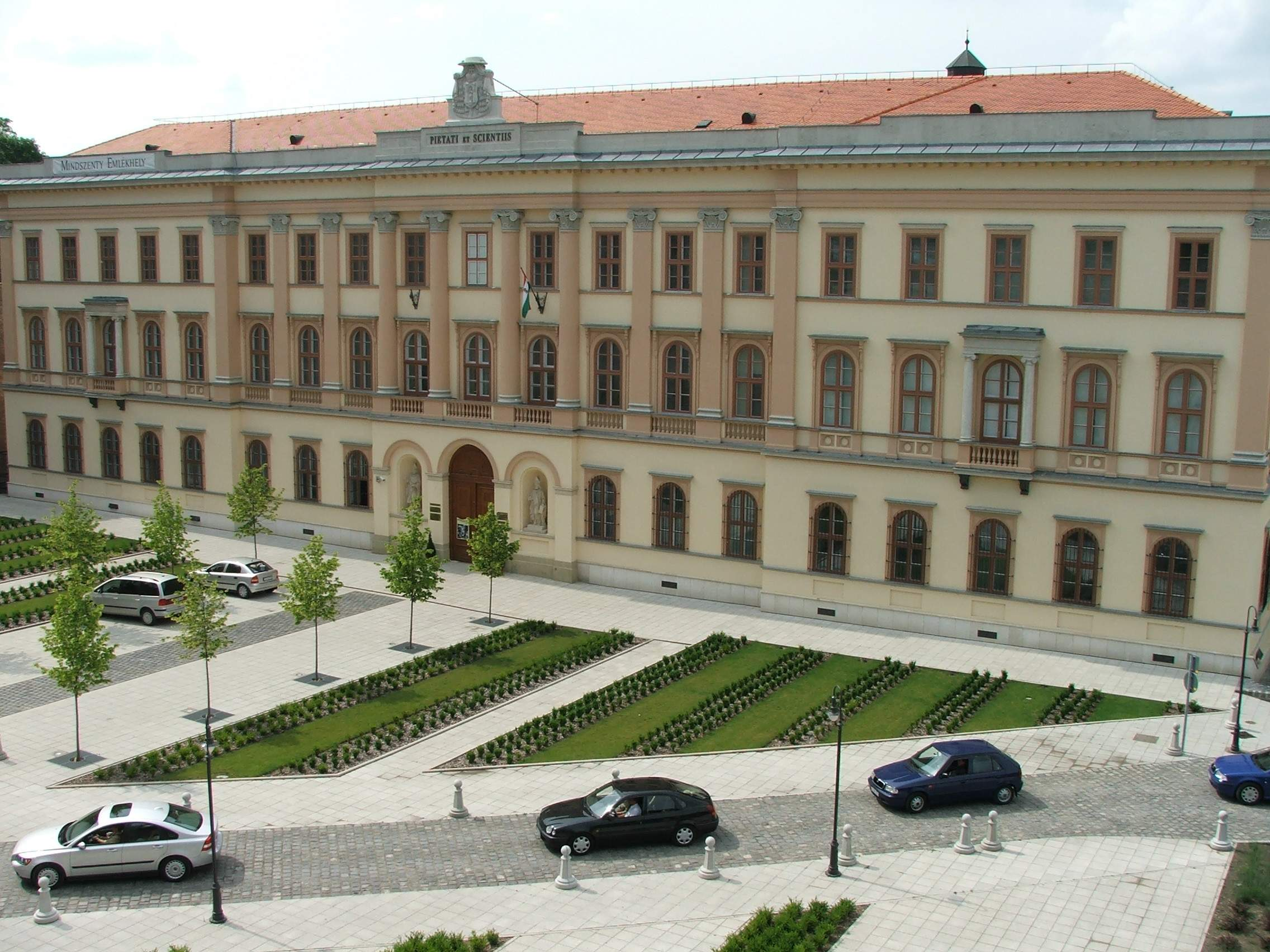
O antigo seminário em Esztergom após a renovação em 2006

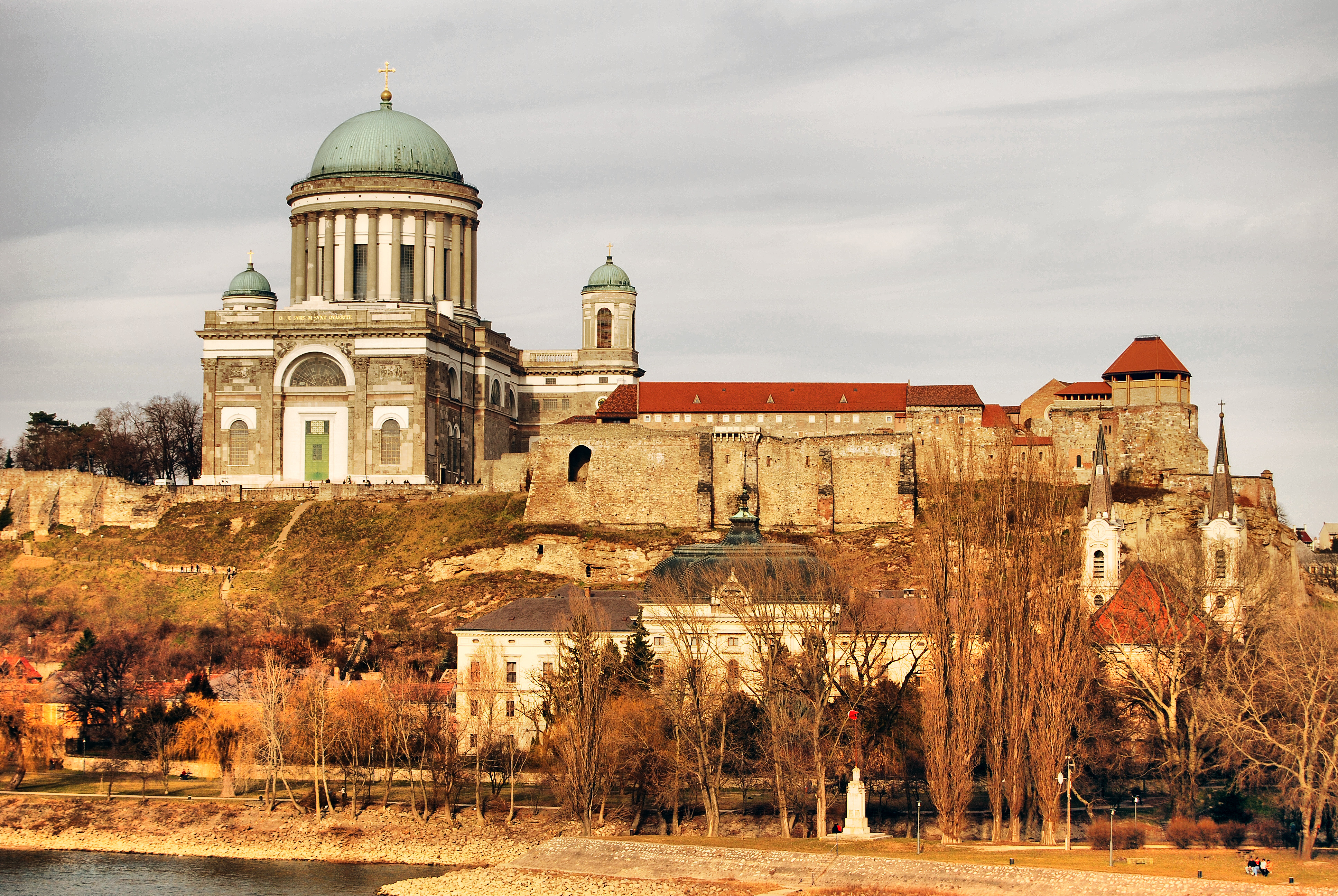
Castelo real

Esztergom é uma das cidades mais antigas da Hungria. Esztergom, como existia na Idade Média, agora está sob a cidade de hoje. Os resultados das escavações arqueológicas mais recentes revelam que Várhegy (Colina do Castelo) e seus arredores foram habitados desde o final da Idade do Gelo, há 20 000 anos. Os primeiros povos conhecidos pelo nome foram os celtas da Europa Ocidental, que se estabeleceram na região por volta de 350 a.C. Um próspero assentamento celta existiu no Varhegy até que a região foi conquistada por Roma. Posteriormente, tornou-se uma importante cidade fronteiriça da Panônia, conhecida pelo nome de Salvio Mansio, Salvio ou Solva. No século VII, a cidade foi chamada de Stregom e mais tarde Gran, mas logo voltou ao antigo, que evoluiu para Esztergom no século XIII. Os achados arqueológicos germânicos e ávaros encontrados na área revelam, que essas pessoas se estabeleceram ali após o período das migrações causadas pela queda do Império Romano.
Por volta de 500 d.C., os povos eslavos imigraram para a bacia Panônica. No século IX, o território estava principalmente sob o controle dos francos e também pode ter feito parte da Grande Morávia. Na língua protoeslava, era chamado de Strěgom (“guarda”), pois era um ponto estratégico de controle do vale do Danúbio.
Os magiares entraram na bacia Panônica em 896 d.C. e a conquistaram sistematicamente, obtendo sucesso total em 901. Em 960, o príncipe governante dos húngaros, Géza, escolheu Esztergom como sua residência. Seu filho, Vajk, que mais tarde foi chamado de Santo Estêvão da Hungria, nasceu em seu palácio construído no castro romano em Várhegy por volta de 969-975. Em 973, Esztergom serviu de ponto de partida para um importante evento histórico: durante a Páscoa daquele ano, Géza enviou um comitê para a conferência internacional de paz do imperador Otão I em Quedlimburgo. Ele ofereceu paz ao imperador e pediu missionários.
A residência do príncipe ficava no lado norte da colina. O centro da colina era ocupado por uma basílica dedicada a Santo Adalberto, que, segundo a lenda, batizou Santo Estêvão. A Igreja de Santo Adalberto era a sede do arcebispo de Esztergom, o chefe da Igreja Católica Romana na Hungria. Naquela época, um número significativo de artesãos e comerciantes havia se estabelecido na cidade.
A coroação de Estêvão ocorreu em Esztergom no dia de Natal de 1000 ou em 1º de janeiro de 1001. Desde a época de seu governo até o início do século XIII, a única casa da moeda do país funcionava aqui. Durante o mesmo período, o castelo de Esztergom (Estergon Kalesi em turco) foi construído. Serviu não apenas como residência real até o cerco mongol de Esztergom em 1241 (durante a primeira invasão mongol), mas também como centro do estado húngaro, religião e condado de Esztergom. O arcebispo de Esztergom era o líder dos dez bispados fundados por Estêvão. O arcebispo era frequentemente encarregado de importantes funções estatais e tinha o direito exclusivo de coroar reis.
Os assentamentos de servos reais, comerciantes e artesãos no sopé de Várhegy se transformaram na cidade mais importante durante a era da dinastia Árpád, tornando-se a área mais importante da vida econômica do país. Segundo o francês Eudo de Deuil, que visitou o país em 1147, “o Danúbio carrega a economia e os tesouros de vários países para Esztergom”.
O conselho da cidade era formado pelos cidadãos mais ricos da cidade (moradores de origem francesa, espanhola, holandesa e italiana), que lidavam com o comércio. O brasão de armas de Esztergom emergiu de seu selo no século XIII. Esta era a cidade onde os monarcas estrangeiros podiam encontrar os reis húngaros. Por exemplo, o imperador Conrado II conheceu Géza II nesta cidade em 1147. Outra reunião importante ocorreu quando o imperador alemão Frederico Barbarossa visitou Béla III. Todos os historiadores, que viajam com eles, concordam com a riqueza e a importância de Esztergom. Arnaldo de Lubeque, o historiador com Frederico Barbarossa, chamou Esztergom a capital do povo húngaro (“quae Ungarorum est metropolis”).
No início do século XIII, Esztergom era o centro da vida política e econômica do país. Isso é explicado pelo cônego de Nagyvárad, Rogério da Apúlia, que testemunhou a primeira devastação do país durante o cerco da invasão tártara de Esztergom e escreveu em seu Carmen miserabile (“Canção miserável”): “como não havia outra cidade como Esztergom na Hungria, os tártaros pensavam em cruzar o Danúbio para acampar ali”, exatamente o que aconteceu depois que o Danúbio congelou. A capital da era arpadiana foi destruída em uma batalha feroz. Embora, de acordo com os documentos que permaneceram intactos, alguns dos moradores (aqueles que fugiram para o castelo) tenham sobrevivido e novos moradores tenham se estabelecido na área e logo começassem a reconstruir a cidade, ela perdeu seu papel de liderança. Béla IV deu o palácio e o castelo ao arcebispo e mudou sua residência para Buda. Béla IV e sua família, no entanto, foram enterrados na igreja franciscana em Esztergom, que havia sido destruída durante a invasão e reconstruída por Béla IV em 1270.
Após esses eventos, o castelo foi construído e decorado pelos bispos. O centro da cidade do rei, cercado por muros, ainda estava sob a autoridade real. Vários mosteiros diferentes retornaram ou se estabeleceram no centro religioso.
Enquanto isso, os cidadãos lutavam para manter e reivindicar os direitos das cidades contra a expansão da igreja dentro da cidade real. Nos anos caóticos após a queda da Casa de Arpades, Esztergom sofreu outra calamidade: em 1304, as forças de Venceslau II, o rei tcheco, ocuparam e invadiram o castelo. Nos anos seguintes, o castelo foi propriedade de vários indivíduos: Róbert Károly e depois Luís I patrocinaram a cidade. Em 1327, Kovácsi, o subúrbio mais influente da cidade, situado no sudeste, foi unido a Esztergom. O antigo subúrbio tinha três igrejas com residentes principalmente ferreiros, ourives e cunhadores.
Nos séculos XIV e XV, Esztergom viu eventos de grande importância e se tornou uma das acrópoles mais influentes da cultura húngara junto com Buda. Suas cortes, semelhantes às cortes reais de Buda e Visegrád, foram visitadas por reis, cientistas e artistas como Luís, o Grande, Sigismundo de Luxemburgo, o rei Matias Corvino, Galeotto Marzio, Regiomontanus, o famoso astrônomo Marcin Bylica e Georg von Peuerbach, Pietro Paolo Vergerio e Antonio Bonfini, historiador do rei Matias, que, em sua obra, elogia o trabalho construtivo de János Vitéz, educador do rei Matias. Ele tinha uma biblioteca e um observatório construídos ao lado da catedral. Como Bonfini escreveu sobre sua obra-prima, seu palácio e jardins com terraços:
A viúva do rei Matias, Beatriz de Aragão, viveu no castelo de Esztergom por dez anos (1490–1500).
A época do próximo morador, o arcebispo Tamás Bakócz (falecido em 1521), deu à cidade importantes monumentos. Em 1507, ele mandou arquitetos italianos construírem a capela Bakócz, que é o edifício renascentista mais antigo e significativo que sobreviveu na Hungria. O retábulo da capela foi esculpido em mármore branco por Andrea Ferrucci, escultor de Fiesole em 1519.
A conquista otomana de Mohács em 1526 também trouxe um declínio para o anteriormente florescente Esztergom. Na Batalha de Mohács morreu o arcebispo de Esztergom. No período entre 1526 e 1543, quando dois reis rivais reinaram na Hungria, Esztergom foi sitiada seis vezes. Às vezes eram as forças de Fernando I ou João Zápolya, outras vezes os otomanos atacavam. Finalmente, em 1530, Fernando I ocupou o castelo. Ele colocou mercenários estrangeiros no castelo e enviou o capítulo e o bispado para Nagyszombat e Pozsony (é por isso que parte do tesouro, arquivos e biblioteca sobreviveram).
Em 1543, o sultão Solimão I atacou o castelo e o capturou. O castelo então permaneceu sob o Império Otomano.
Esztergom (como Estergon) tornou-se o centro do sanjaco otomano, que controlava vários condados, bem como um castelo significativo na fronteira noroeste do Império Otomano no principal ponto de conflito para evitar ataques às cidades mineiras das terras altas, Viena e Buda. Em 1594, durante o cerco malsucedido mas devastador das muralhas dos Víziváros, Bálint Balassi, o primeiro poeta húngaro que ganhou importância europeia, morreu em ação. O cerco mais devastador ocorreu em 1595, quando o castelo foi recuperado pelas tropas do conde Karl von Mansfeld e do conde Mátyás Cseszneky. O preço a pagar, porém, era alto. A maior parte dos edifícios do castelo e da cidade, que haviam sido construídos na Idade Média, foram destruídos durante esse período, restando apenas ruínas inabitáveis e enterradas para receber os libertadores.
Em 1605, os otomanos recuperaram o controle sobre o castelo, bem como sobre toda a região, mantendo seu domínio até 1683. Embora os otomanos estivessem principalmente envolvidos na construção e fortificação do castelo, eles também construíram novos edifícios significativos, incluindo mesquitas, minaretes e banhos. Esses edifícios, juntamente com edifícios contemporâneos, foram destruídos durante o cerco de 1683, que resultou na libertação de Esztergom, embora alguns edifícios turcos tenham sobrevivido até o início do século XVIII. A última vez que as forças otomanas atacaram Esztergom foi em 1685. No ano seguinte, Buda também foi libertada. Durante essas batalhas, János Bottyán, capitão da cavalaria e subsequentemente a figura lendária da guerra de independência de Rákóczi, desapareceu. Tudo o que havia sido reconstruído no final do século foi destruído e incendiado durante o longo mas bem-sucedido cerco de Ferenc Rákóczi.
O território destruído foi colonizado por colonos húngaros, eslovacos e alemães. Foi então que se formou uma nova paisagem nacional. Na área onde antes havia 65 aldeias húngaras, apenas 22 foram reconstruídas. Embora a cidade reconstruída tenha recebido seus direitos reais livres, em tamanho e significado era apenas uma sombra de seu antigo eu.
O artesanato ganhou força e por volta de 1730, havia 17 ofícios independentes operando em Esztergom. A cultura do vinho também foi de grande importância. Este foi também o período em que se desenvolveu a visão barroca do centro da cidade e dos Víziváros. A principal característica da cidade velha é a simplicidade e moderação de sua arquitetura barroca cidadã. Os edifícios mais bonitos podem ser encontrados ao redor do mercado (praça Széchenyi).
Em 1761, o bispado retomou o controle do castelo, onde iniciaram os processos preliminares de reconstrução do novo centro religioso: no meio do Várhegy, os restos das igrejas de Santo Estêvão e Santo Adalberto foram levados para dar lugar à nova catedral.
Embora as grandes obras de construção e o reassentamento do bispado (1820) tenham desempenhado um papel significativo na vida da cidade, o ritmo de desenvolvimento de Esztergom diminuiu gradualmente e os trabalhos na nova Basílica foram interrompidos.
No início do século XX, Esztergom ganhou importância devido às suas instituições culturais e educacionais, bem como por ser uma capital administrativa. A situação da cidade piorou após o Tratado de Trianon de 1920, após o qual se tornou uma cidade fronteiriça e perdeu a maior parte de seu território anterior.
Este foi também o local onde o poeta Mihály Babits passou os verões desde 1924 até à sua morte em 1941. A residência do poeta foi um dos centros da vida literária do país; ele teve um efeito significativo na vida intelectual em Esztergom.
Esztergom tinha uma das comunidades judaicas mais antigas da Hungria. Eles tinham um local de culto aqui em 1050. O rei Carlos I presenteou a comunidade com um terreno para um cemitério em 1326.
De acordo com o censo de 1910, 5,1% da população era judia, enquanto o censo de 1941 encontrou uma população de 1.510 judeus. A comunidade manteve uma escola primária até 1944. As lojas judaicas foram fechadas em 28 de abril de 1944 e um gueto de curta duração foi criado em 11 de maio. As antigas lojas judaicas foram entregues a não-judeus em 9 de junho. Os internos do gueto foram enviados para Komárom no início de junho e depois deportados para o campo de concentração de Auschwitz em 16 de junho de 1944. Duas unidades de trabalho forçado, cujos membros eram principalmente judeus de Esztergom, foram executados em massa perto de Ágfalva, na fronteira austríaca, em janeiro de 1945.
As tropas soviéticas capturaram a cidade em 26 de dezembro de 1944, mas foram repelidas pelos alemães em 6 de janeiro de 1945, que finalmente foram depostos em 21 de março de 1945.
A ponte Mária Valéria, que liga Esztergom à cidade de Štúrovo na Eslováquia, foi reconstruída em 2001 com o apoio da União Europeia. Originalmente construída em 1895, foi destruída em 1919, reconstruída em 1922-1926, e destruída de novo pelas tropas alemãs em retirada, em 1944. É um dos mais recentes acréscimos à paisagem do local. Um novo spa termal e de bem-estar foi inaugurado em novembro de 2005.

## Arquitetura
Um dos eventos mais importantes da década de 1930 foi a exploração e renovação dos restos do palácio do período de Árpád. Isso novamente colocou Esztergom no centro das atenções. Após a Segunda Guerra Mundial, Esztergom foi deixada para trás como uma das cidades mais severamente devastadas. No entanto, a reconstrução conseguiu lentamente apagar os vestígios da guerra, com duas das características mais vitais de Esztergom ganhando importância: devido à sua situação, era o centro cultural da área (mais de 8 000 alunos foram educados em suas escolas primárias, secundárias e faculdades). Por outro lado, como resultado do desenvolvimento industrial local, tornou-se uma base vital para a indústria húngara de ferramentas e máquinas.
Esta cidade, com sua paisagem espetacular e numerosos memoriais, testemunha das lutas da história húngara, é popular principalmente entre os turistas interessados nas belezas do passado e na arte. No entanto, a vila parece recuperar o seu papel na política do país, e os seus edifícios e tradições revivem.

### O castelo e o palácio
As ruas sinuosas da cidade, com suas torres de igreja, criam uma atmosfera histórica. Abaixo da Basílica de Esztergom, na beira da montanha, estão as antigas muralhas e baluartes, os restos do castelo de Esztergom. Os restos de uma seção do palácio real e do castelo, que havia sido construído durante o domínio otomano, foram enterrados até a década de 1930.
A maior parte do palácio foi explorada e restaurada no período entre 1934 e 1938, mas ainda hoje existem escavações arqueológicas em curso. Passando por escadas estreitas, becos, sob arcos e portões construídos em estilo românico, uma parte do passado parece ganhar vida. Esta parte do palácio foi construída no tempo do rei Béla III. Com sua esposa − a filha de Luís VII − os arquitetos franceses chegaram e construíram no final do século XII o edifício nos estilos romano tardio e gótico inicial.
Os afrescos da capela do palácio datam dos séculos XII-XIV, enquanto nas paredes dos mottes podem ser admiradas algumas das mais belas pinturas do início da Renascença húngara (século XV). Do terraço do palácio pode-se admirar a paisagem de Esztergom. Sob a esplanada encontram-se as casas e igrejas da área da Cidade do Bispo, ou Víziváros e o Palácio dos Primazes. Em frente ao palácio fica a colina de São Tomás, cercada pelas montanhas e pelo rio Danúbio. As paredes do castelo ainda estão na parte norte da Basílica. Da rondella do norte pode-se admirar a vista de Párkány do outro lado do Danúbio, bem como Szentgyörgymező, o vale do Danúbio e os assim chamados distritos de Víziváros.

### Basílica de Esztergom
Quem viaja hoje para Esztergom pode admirar a construção mais monumental do classicismo húngaro, a Basílica, que domina silenciosamente a paisagem acima do sinuoso rio Danúbio, cercada por montanhas.
O edifício, que pode ser considerado o símbolo da cidade, é a maior igreja da Hungria e foi construído de acordo com os planos de Pál Kühnel, János Páckh e József Hild de 1822 a 1869. Ferenc Liszt escreveu a Missa de Esztergom para esta ocasião. A igreja classicista é enorme: a altura da cúpula é de 71,5 metros; tem arcos gigantes e um enorme retábulo de Michelangelo Grigoletti. De um lado, na capela de Santo Estêvão, podem ser vistas as relíquias brilhantes de santos húngaros e de outras nações e joias valiosas. No lado sul, pode-se ver a Capela Bakócz, a única sobrevivente à Idade Média. Os construtores da Basílica desmontaram essa estrutura em 1600 peças e a incorporaram à nova igreja em sua forma original.
O tesouro abriga muitas obras-primas da ourivesaria medieval. As mãos dos mestres da Europa Ocidental são elogiadas por itens como a cruz de prata da coroa, que tem sido usada desde o século XIII, os cálices ornamentados, a cruz processional de Francesco Francia, a parte superior do conhecido “calvário de Matias”, que é decorado na rara técnica de esmalte ronde-bosse. O Tesouro também possui uma vasta coleção de têxteis tradicionais húngaros e europeus, incluindo casulas, paramentos litúrgicos e vestes.
O som do enorme sino pendurado na torre sul pode ser ouvido a quilômetros de distância. Do alto da grande cúpula, o visitante pode contemplar uma vista de tirar o fôlego: ao norte, leste e sul as cordilheiras das montanhas Börzsöny, Visegrád, Pilis e Gerecse dominam a paisagem, enquanto a oeste, no vale do rio Danúbio avista-se até as Pequenas Planícies.

### Viziváros
A seção Víziváros (Cidade das águas) recebeu esse nome por ter sido construída nas margens dos rios Kis- e Nagy-Duna (Pequeno e Grande Danúbio). Suas fortalezas, muralhas, baluartes e rondellas turcas ainda podem ser vistas na caminhada às margens do Danúbio. No extremo norte da parede, na margem do Nagy-Duna, é colocado um interessante memorial, uma mesa de pedra com escritos turcos otomanos comemora o cerco vitorioso do sultão Solimão I em 1543. As ruas estreitas e sinuosas dentro das muralhas escondem os restos de mesquitas e banhos turcos.
Ao longo das encantadoras ruas de Víziváros, rodeado por edifícios barrocos e classicistas, ergue-se o Palácio Primacial, desenhado por József Lippert (1880-1882). O Keresztény Múzeum (Museu cristão), fundado pelo arcebispo János Simor, está localizado neste edifício. Abriga uma rica coleção de quadros e esculturas húngaras da Idade Média, bem como pinturas e artesanato italianos e da Europa Ocidental (séculos XIII-XVIII). É aqui que se pode admirar a estrutura em forma de capela do gótico tardio “Úrkoporsó” (Сaixão do Senhor) de Garamszentbenedek, decorada com esculturas de madeira pintadas (c. 1480), o retábulo alado de Tomás de Coloswar (1427), pinturas do Mestre M. S. (1506), os altares góticos da Alta Hungria Histórica (Felvidék), artesanato de artistas italianos, alemães e flamengos dos séculos XIII a XVII, tapeçarias e cerâmicas.
O edifício do Museu Balassa Bálint, construído em estilo barroco sobre bases medievais e localizado em Víziváros, serviu como a primeira prefeitura do condado de Esztergom depois que os turcos foram expulsos da região.
A igreja paroquial do centro dos Víziváros, construída pelos jesuítas entre 1728 e 1738, e as igrejas franciscanas de uma torre são também obras-primas da arquitetura barroca.

### Biblioteca da Catedral
A Biblioteca da Catedral situada na parte sul da cidade, construída em 1853 de acordo com os planos de József Hild, é uma das mais ricas bibliotecas religiosas da Hungria, acomodando aproximadamente 250.000 livros, entre os quais vários códices e incunábulos podem ser encontrados, como a versão latina do “Cântico dos Cânticos” do século XII, o “Lövöföldi Corvina” originário de doações do rei Matias, ou o “Jordánszky Codex”, que inclui a tradução húngara da Bíblia de 1516 a 1519. Junto com os graduais de Bakócz e Ulászló, eles conservam também a Bíblia Balassa, na qual o tio de Balassa, Balassa András, escreveu as circunstâncias de seu nascimento e morte.

### Szent Tamás-hegy
A principal vista da vizinha “Szent Tamás-hegy” (Colina de São Tomás – Szenttamás) é o calvário barroco, com a capela classicista no topo da colina, que foi construída para comemorar os heróis, que morreram por Esztergom. A colina recebeu o nome de uma igreja construída pelo bispo Lukács Bánffy em memória do mártir São Tomás Becket, que havia sido seu colega de estudos na Universidade de Paris. A igreja e o pequeno castelo, que os turcos ali construíram, foram destruídos há muito tempo. No seu local original, o topo da colina, as ruelas estreitas e sinuosas e as casinhas construídas pelos mestres, que trabalharam na construção da Basílica no início do século anterior, têm uma atmosfera, que se assemelha à de Tabán em Buda. No sopé da colina estão a piscina e o edifício classicista do Fürdő Szálló (Hotel de banho). Este é o lugar onde Lajos Kossuth ficou em 1848 em uma de suas viagens de recrutamento.
Na encosta sul da colina existe um caminho mediterrâneo sinuoso com escadas, que conduzem à capela barroca de Santo Estêvão.

### Praça Széchényi e Câmara municipal
A praça principal da cidade é a praça Széchényi. Dos vários edifícios de estilo barroco, rococó e classicista, há um que chama a atenção de todos: os Paços do Concelho. Originalmente, costumava ser a cúria de um andar de Vak Bottyán (János Bottyán, Bottyán o Cego), o general Kuruc (1689). O primeiro andar foi construído no topo em 1729. A casa pegou fogo na década de 1750. Foi reconstruída de acordo com os planos de um arquiteto local, Antal Hartmann. Na sua fachada existe uma escultura em mármore vermelho, que apresenta o brasão de armas de Esztergom (um palácio dentro das muralhas do castelo, protegido por torres, com os escudos dos Árpáds abaixo). Na esquina do edifício, a estátua equestre de Vak Bottyán (criada por István Martsa) homenageia o proprietário original da casa.
A estátua da Trindade no meio da praça foi criada por György Kiss em 1900. Na rua Bottyán János, perto da Prefeitura, há casas barrocas bem decoradas. É aqui que se encontra a igreja franciscana (construída entre 1700 e 1755). Em frente a este edifício existe um palácio barroco, que pertenceu à família Sándor Earl.

### Outras igrejas
Na direção de Kis-Duna, pode-se admirar a igreja paroquial do centro, construída pelo arquiteto Ignác Oratsek. Um pouco mais longe está a Igreja Classicista de Santa Ana. A igreja ortodoxa na rua Kossuth Lajos, 60, foi construída por volta de 1770 por colonos sérvios em Esztergom.

## Demografia

### Línguas e grupos étnicos
A cidade e os territórios vizinhos foram devastados pelas guerras habsburgo-otomanas. Esztergom foi repovoada principalmente por húngaros étnicos, alguns alemães e eslovacos no final do século XVII e início do século XVIII. De acordo com András Vályi, a população de Esztergom era majoritariamente húngara em 1796, e as minorias alemã e eslovaca falavam a língua húngara. Elek Fényes descreveu Esztergom como principalmente húngaro por idioma em 1851. Com base no censo de 1880, a cidade (com Szentgyörgymező, Szenttamás e Víziváros) tinha 14 944 habitantes, dos quais 13 340 (89,3%) eram húngaros, 755 (5,1%) alemães e 321 (2,1%) eslovacos por língua nativa.
De acordo com o censo de 2011, a população total de Esztergom era de 28.926, dos quais havia 24.155 (83,5%) húngaros, 729 (2,5%) ciganos, 527 (1,8%) alemães e 242 (0,8%) eslovacos por etnia. 13,6% da população total não declarou sua etnia. Na Hungria, as pessoas podem declarar múltiplas origens étnicas, então outras pessoas declararam húngaras e uma minoria juntas.

### Religião
Historicamente, Esztergom tem sido a sede da Igreja Católica na Hungria e o privilégio de 1708 proibiu os não católicos da cidade (excluindo a pequena minoria ortodoxa sérvia). Assim, a população era quase exclusivamente católica romana em 1851.
O censo de 1869 mostrou 14 512 pessoas (com Szentgyörgymező, Szenttamás e Víziváros), 13.567 (93,5%) católicos romanos, 718 (4,9%) judeus, 130 (0,9%) húngaros reformados (calvinistas), 68 (0,5%) luteranos e 27 (0,2%) ortodoxos oriental.
No censo de 2011, havia 13 127 (45,4%) católicos romanos, 1 647 (5,7%) húngaros reformados, 211 (0,7%) luteranos e 160 (0,6%) católicos gregos. 3.807 pessoas (13,2%) eram irreligiosas e 418 (1,5%) ateus, enquanto 9.046 pessoas (31,3%) não declararam sua religião.

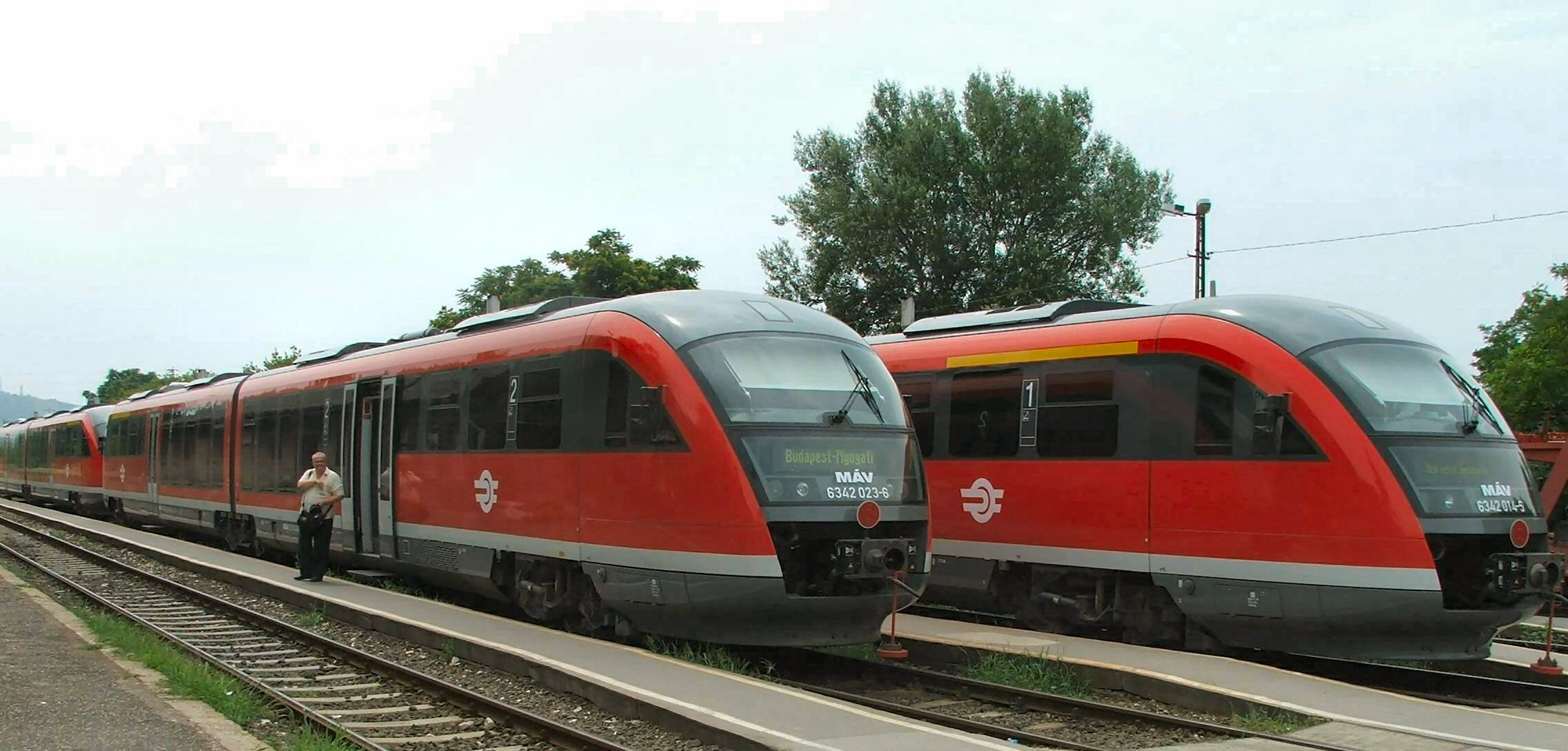
Siemens Desiro em Esztergom

## Indústria
A fábrica da Magyar Suzuki Corporation foi inaugurada em 1992, como a base europeia da fabricante automotiva japonesa Suzuki. Tem capacidade de produção de 300 000 veículos por ano e é a maior empresa empregadora da cidade, com 3 100 funcionários.

## Clima
| Dados climatológicos para Esztergom | Dados climatológicos para Esztergom | Dados climatológicos para Esztergom | Dados climatológicos para Esztergom | Dados climatológicos para Esztergom | Dados climatológicos para Esztergom | Dados climatológicos para Esztergom | Dados climatológicos para Esztergom | Dados climatológicos para Esztergom | Dados climatológicos para Esztergom | Dados climatológicos para Esztergom | Dados climatológicos para Esztergom | Dados climatológicos para Esztergom | Dados climatológicos para Esztergom |
| Mês                                 | Jan                                 | Fev                                 | Mar                                 | Abr                                 | Mai                                 | Jun                                 | Jul                                 | Ago                                 | Set                                 | Out                                 | Nov                                 | Dez                                 | Ano                                 |
| ----------------------------------- | ----------------------------------- | ----------------------------------- | ----------------------------------- | ----------------------------------- | ----------------------------------- | ----------------------------------- | ----------------------------------- | ----------------------------------- | ----------------------------------- | ----------------------------------- | ----------------------------------- | ----------------------------------- | ----------------------------------- |
| Temperatura máxima recorde (°C)     | 2,2                                 | 8,2                                 | 15,2                                | 22,5                                | 28,0                                | 30,8                                | 33,0                                | 32,8                                | 28,3                                | 21,5                                | 11,6                                | 6,0                                 | 20,0                                |
| Temperatura máxima média (°C)       | 1,7                                 | 4,9                                 | 10,6                                | 16,4                                | 22,1                                | 25,0                                | 27,0                                | 26,7                                | 22,5                                | 16,4                                | 8,4                                 | 3,4                                 | 15,5                                |
| Temperatura média (°C)              | −1,2                                | 1,6                                 | 6,0                                 | 11,3                                | 16,2                                | 19,2                                | 21,0                                | 20,6                                | 16,7                                | 11,3                                | 5,2                                 | 0,8                                 | 10,7                                |
| Temperatura mínima média (°C)       | −4,0                                | −1,7                                | 1,5                                 | 0,8                                 | 10,3                                | 13,5                                | 14,9                                | 14,5                                | 11,0                                | 6,3                                 | 2,1                                 | −1,8                                | 6,0                                 |
| Temperatura mínima recorde (°C)     | −6,8                                | −5,0                                | −3,0                                | 0,8                                 | 3,2                                 | 7,8                                 | 8,8                                 | 8,4                                 | 5,3                                 | 1,3                                 | −1,0                                | −4,4                                | 2,2                                 |
| Precipitação (mm)                   | 36                                  | 35                                  | 31                                  | 40                                  | 59                                  | 67                                  | 51                                  | 56                                  | 42                                  | 39                                  | 56                                  | 45                                  | 557                                 |
| Insolação (h)                       | 64                                  | 98                                  | 132                                 | 172                                 | 230                                 | 227                                 | 249                                 | 239                                 | 173                                 | 139                                 | 72                                  | 53                                  | 1 848                               |
| Fonte: CLIMATE DATA                 |                                     |                                     |                                     |                                     |                                     |                                     |                                     |                                     |                                     |                                     |                                     |                                     |                                     |

## Cidades gêmeas – cidades irmãs
Esztergom é geminada com:
- Espoo, Finlândia (1974)
- Štúrovo, Eslováquia (1991)
- Bamberg, Alemanha (1992)
- Cambrai, França (1992)
- Ehingen, Alemanha (1992)
- Maintal, Alemanha (1993)
- Gniezno, Polônia (1994)
- Mariazell, Áustria (2002)
- Cantuária, Reino Unido (2004)

## Residentes notáveis
- André II (c. 1177–1235), também conhecido como André de Jerusalém, Rei da Hungria e Croácia (1205–1235), Príncipe de Halych (1188–1189/1190, 1208/1209–1210)[27]
- Arcadius Avellanus (1851–1935), estudioso húngaro-americano de latim, proponente do Living Latin
- Tamás Bakócz (1442–1521 em Esztergom) um arcebispo húngaro, cardeal e estadista.[28]
- Helene von Bolváry (1892–1943), atriz húngara
- János Bottyán (1643–1709), um general kuruc húngaro
- Carlos I da Hungria (1288–1342) coroado Rei da Hungria em Esztergom em 1301.[29]
- Ugrin Csák, arcebispo de Kalocsa, Hungria (1219–1241)
- Imre Csáky (1672–1732), cardeal católico romano húngaro
- Beato Eusébio de Esztergom (1200–1270), cônego húngaro, eremita, fundador da Ordem de São Paulo Primeiro Eremita
- Anett György (1996–), piloto de corrida húngaro
- Tamás Hajnal (1981–), futebolista húngaro
- László Horváth (1962–), político húngaro
- Santa Irene da Hungria (1088–1134), imperatriz bizantina nascida na Hungria
- Judite da Hungria (ca. 969–ca. 988), princesa húngara, membro da Casa de Árpád
- Márta Kurtág (1927–2019), pianista clássico
- Osvát Laskai (1450–1511), frade franciscano húngaro, pregador, professor de teologia, chefe dos conventos de Esztergom e Pest
- Ludwig Lichtscheing (? –1886), rabino húngaro
- Attila Menyhárd, doutorado, advogado húngaro, professor de direito civil, chefe do Departamento de Direito Civil da Faculdade de Direito da Universidade de Budapeste
- Alojzije Mišić (1859–1942), bispo croata de Mostar-Duvno e administrador apostólico de Trebinje-Mrkan (1912–1942)
- Jozef Murgaš (1864–1929), inventor eslovaco, arquiteto, botânico, pintor e sacerdote católico romano, colaborador da telegrafia sem fio e do desenvolvimento de comunicações móveis e transmissão sem fio de informações e voz humana.
- Tibor Pézsa (nascido em 1935), esgrimista húngaro
- László Ernő Pintér (1942–2002), padre franciscano húngaro, malacologista
- Beato Sebestyén (? –1007), Missionário beneditino húngaro, prelado e político, arcebispo de Esztergom (1002–1007)
- Estêvão I da Hungria (975–1038), o primeiro rei da Hungria[30]
- Sándor Urbanik (nascido em 1964), caminhante húngaro
- Vladislau II (1456–1516), rei da Boêmia (1471–1516), rei da Hungria e Croácia (1490–1516)
- Beata Iolanda da Polônia (1235–1298) freira húngara da Ordem dos Pobres Clarissa
- Zlaudus (? –ca. 1262), bispo de Veszprem no Reino da Hungria (1245 – 1262), chanceler da Hungria em 1226
- Nándor Zsolt (1887–1936), maestro, compositor e professor de violino na Academia de Música Franz Liszt

## Galeria

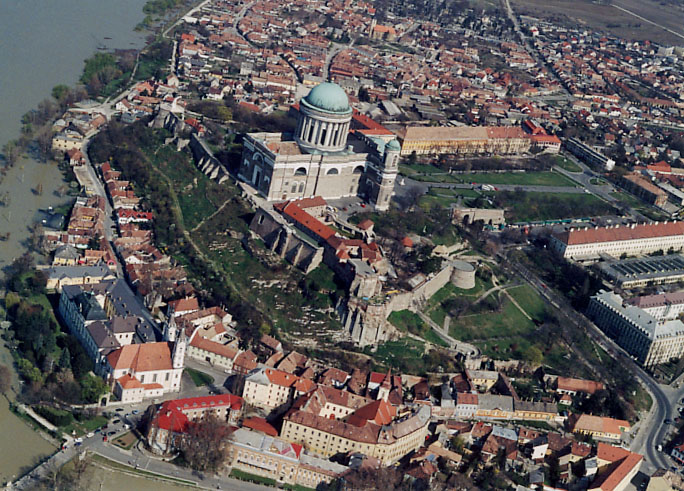
Vista de Esztergom do alto
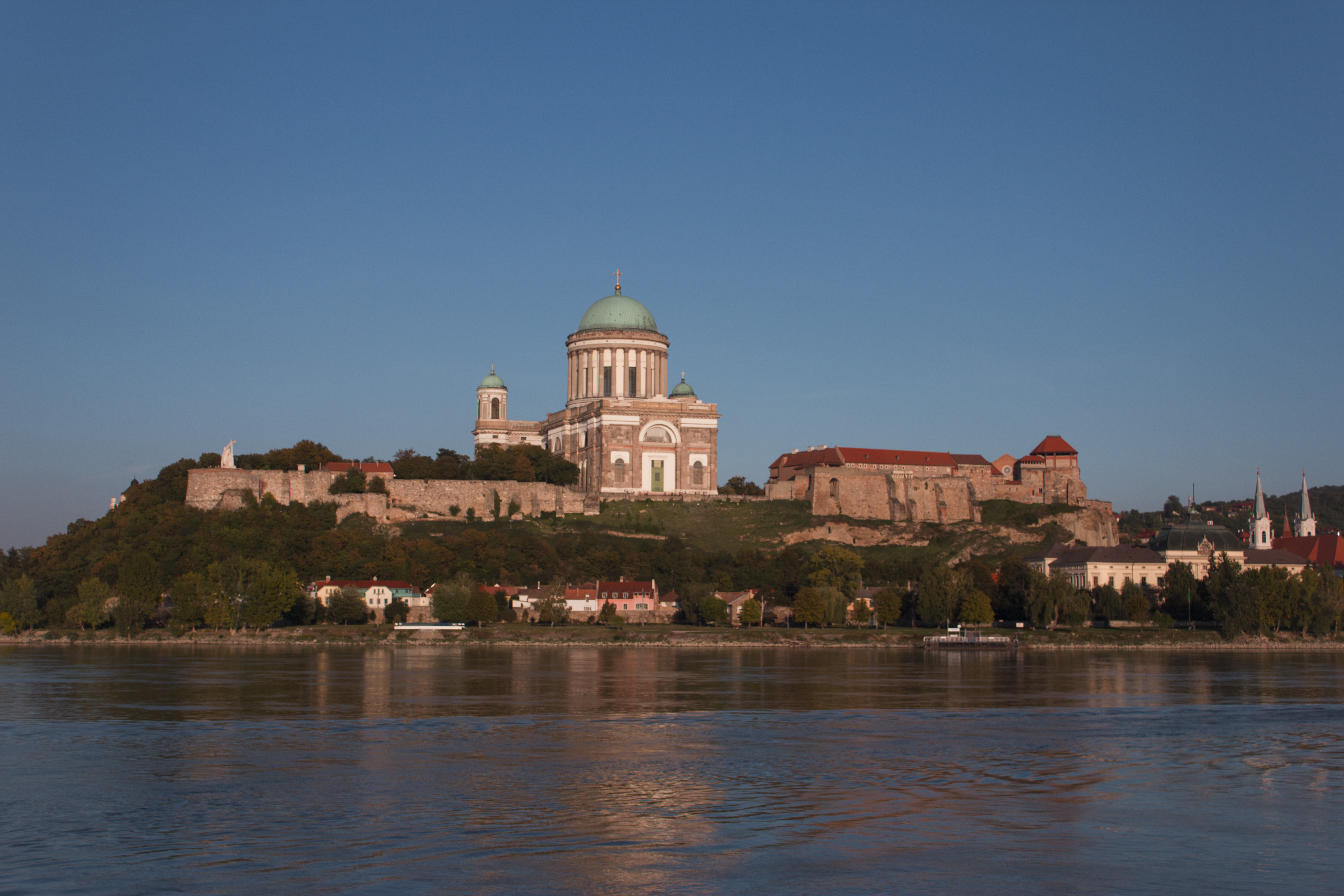
Colina do castelo
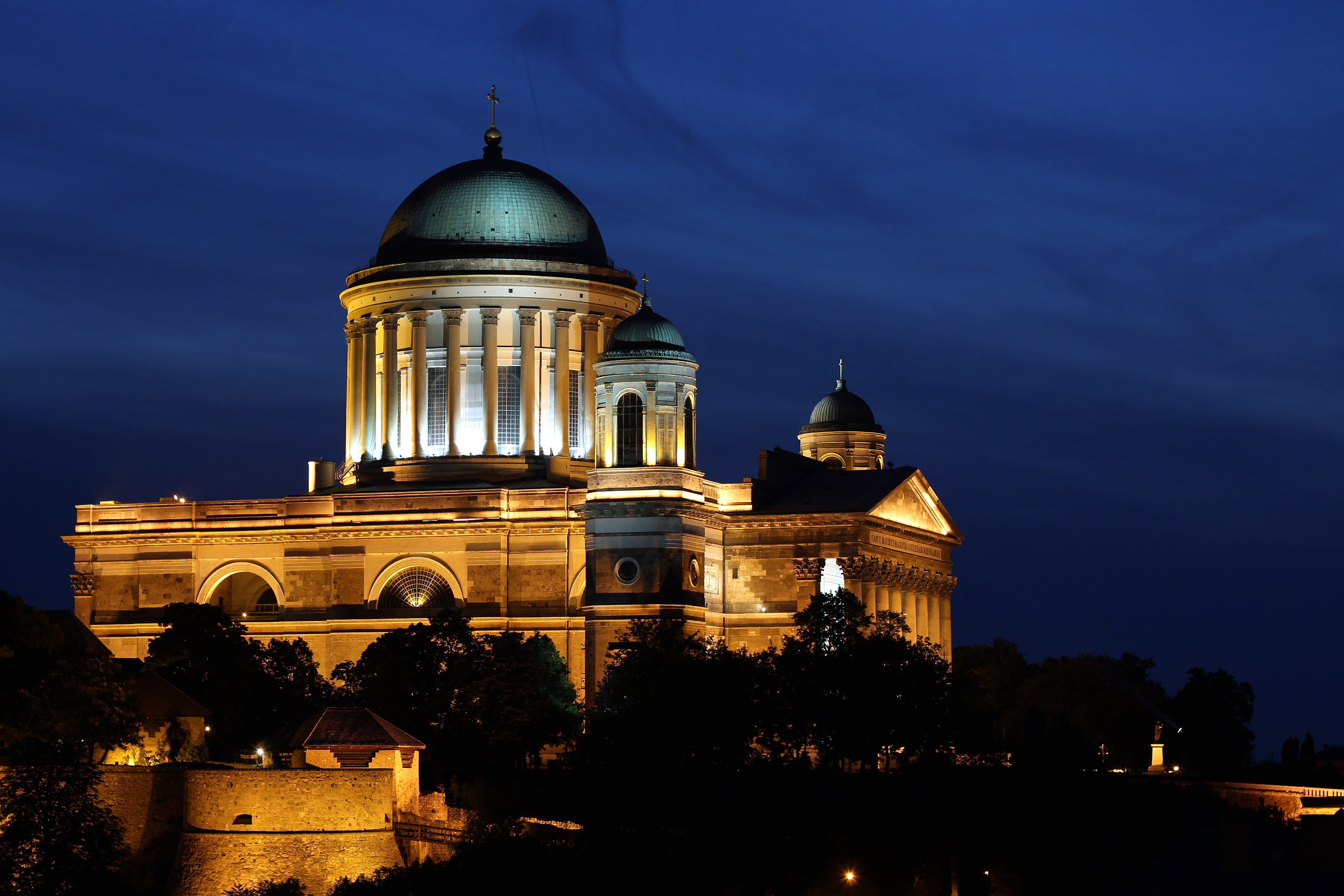
Catedral de Esztergom à noite
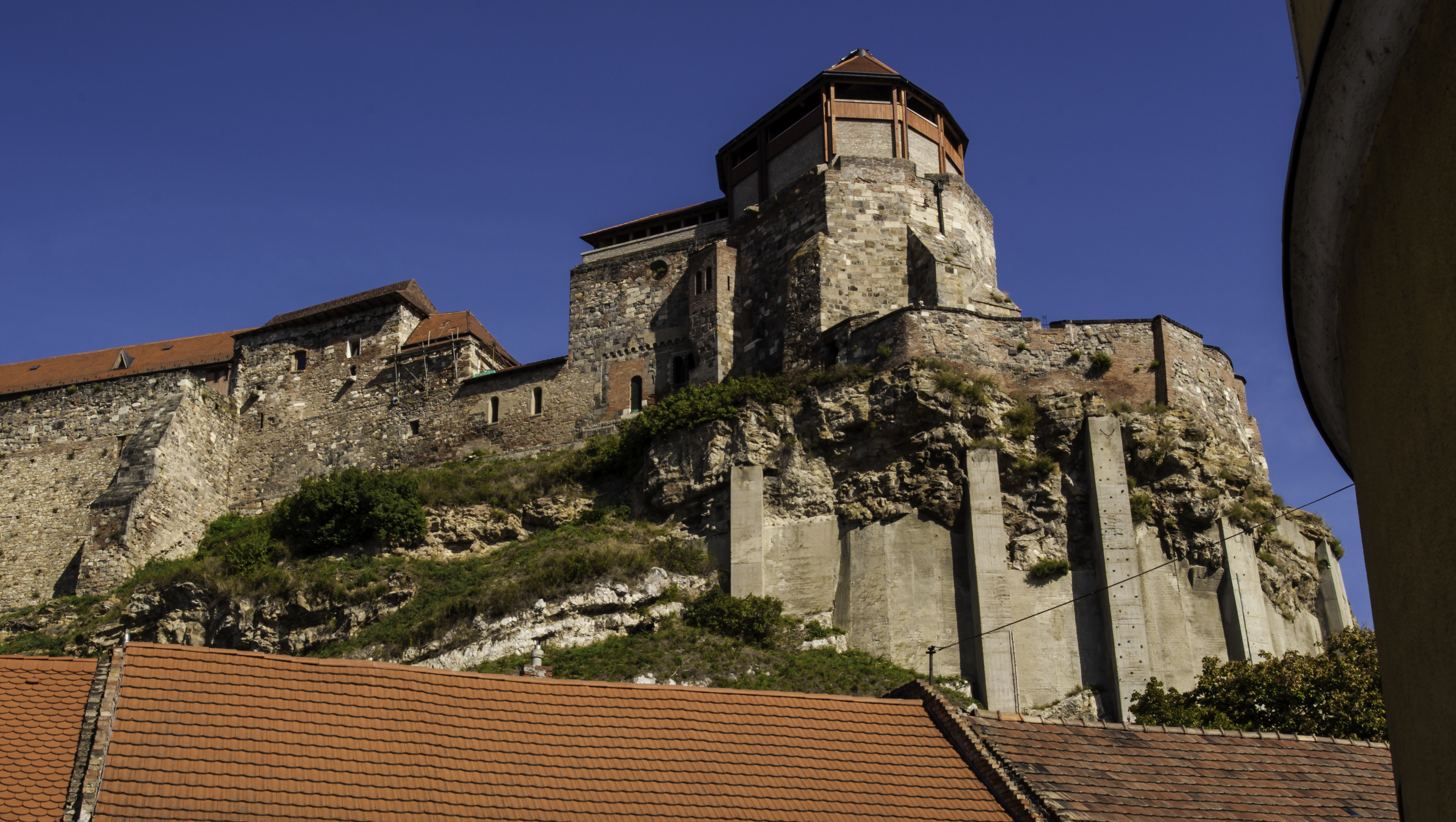
A Torre Branca do Castelo
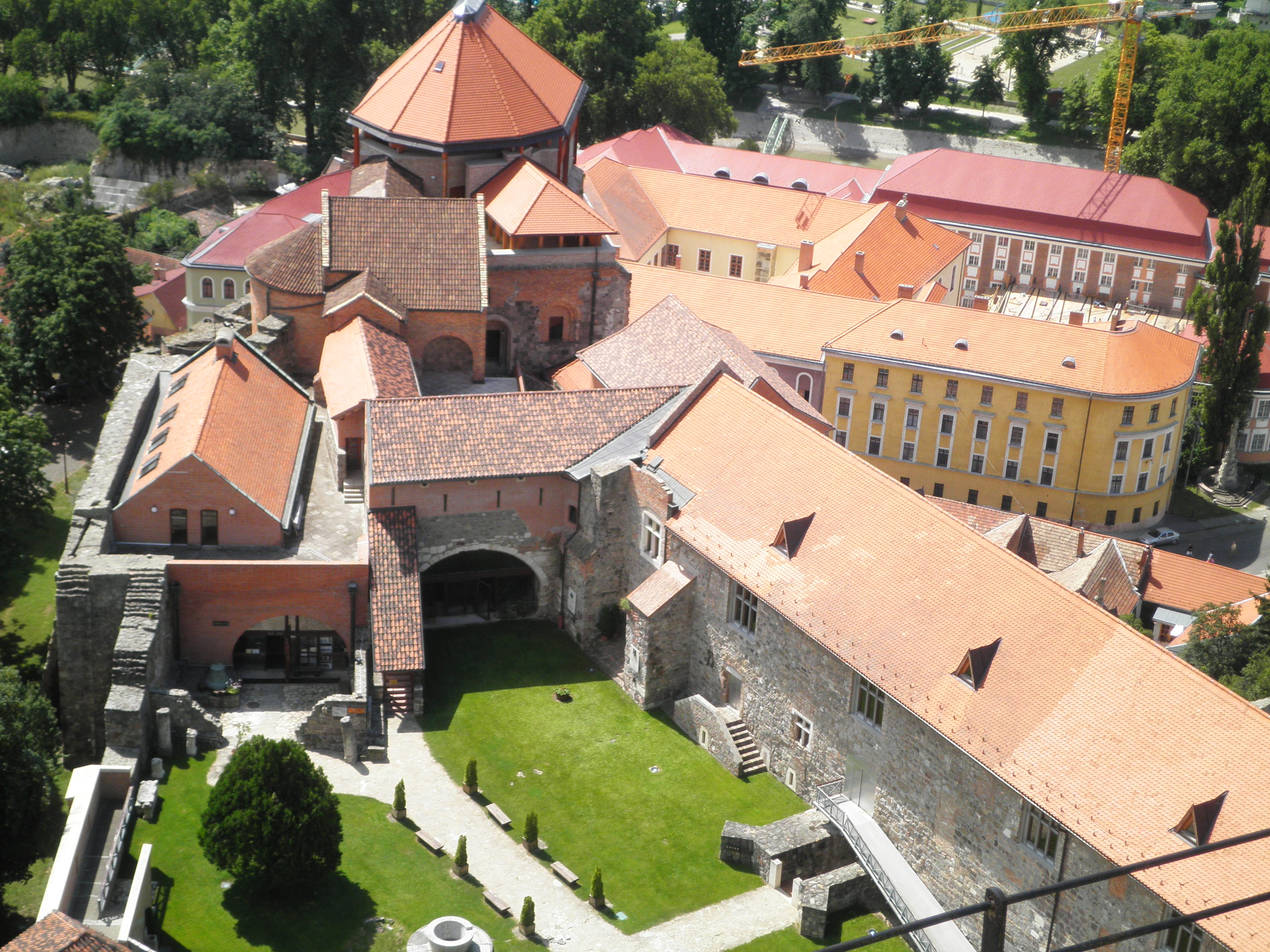
MNH Museu do Castelo
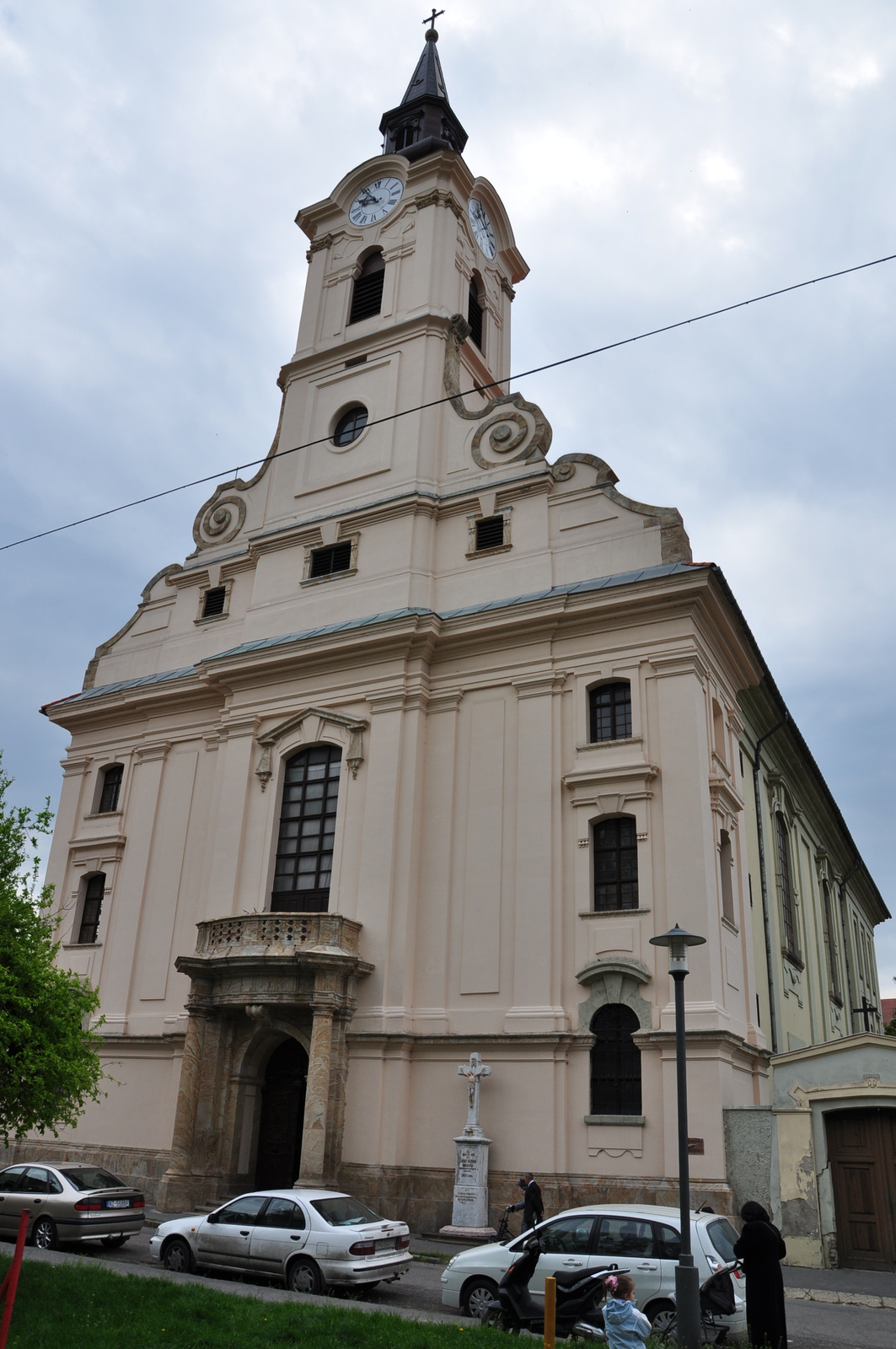
Igreja do centro
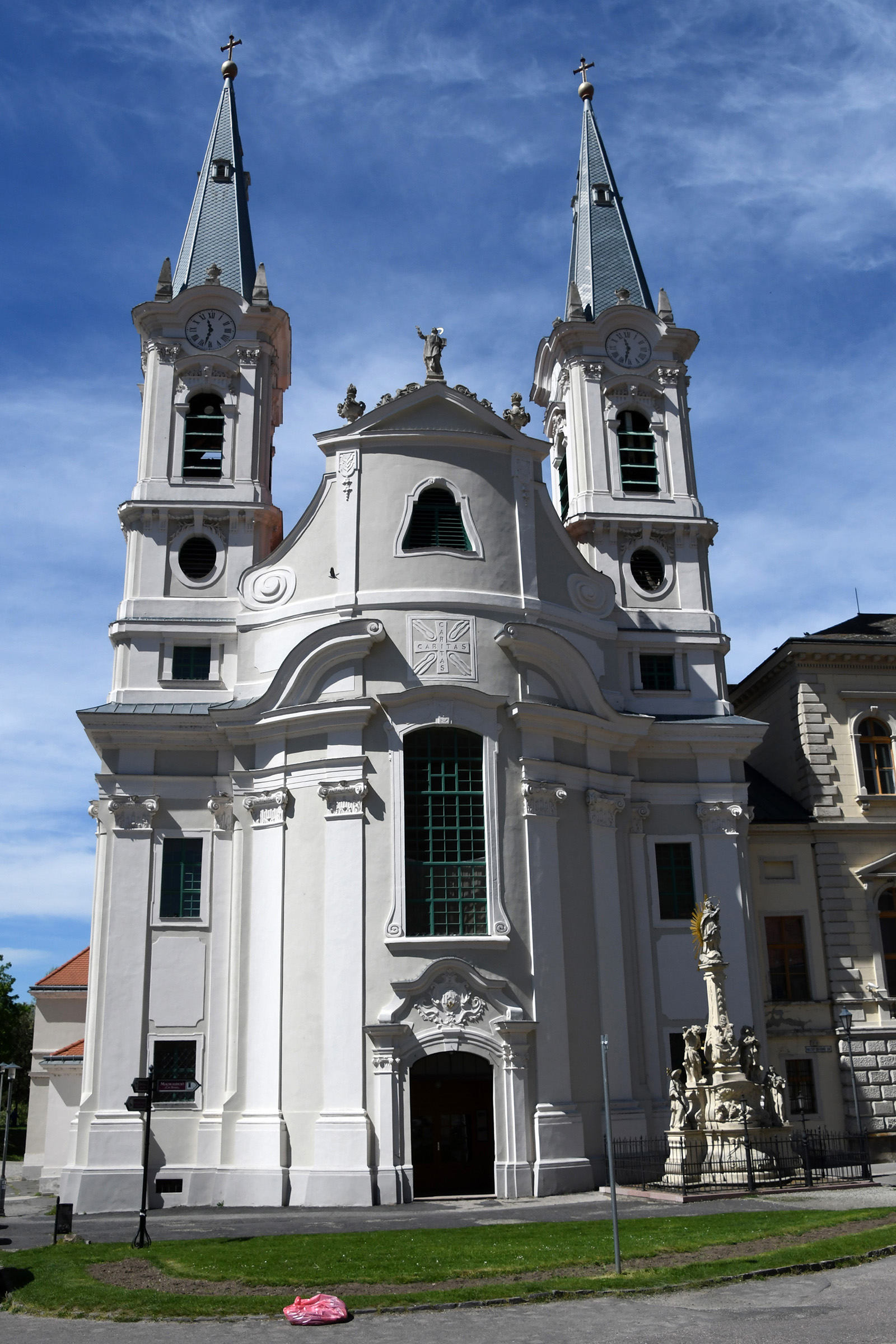
Igreja de Viziváros
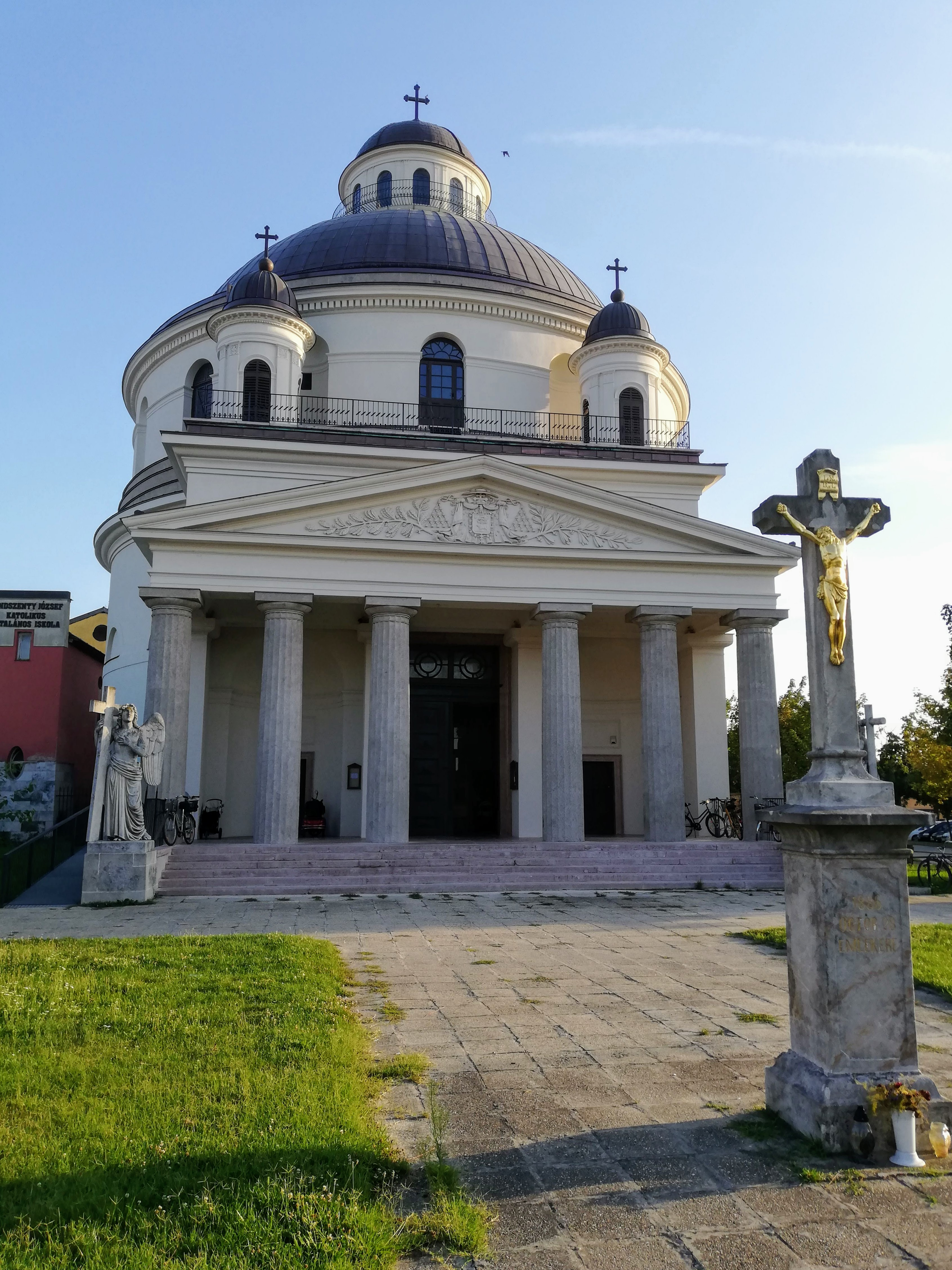
Igreja de Santa Ana ou Igreja Redonda
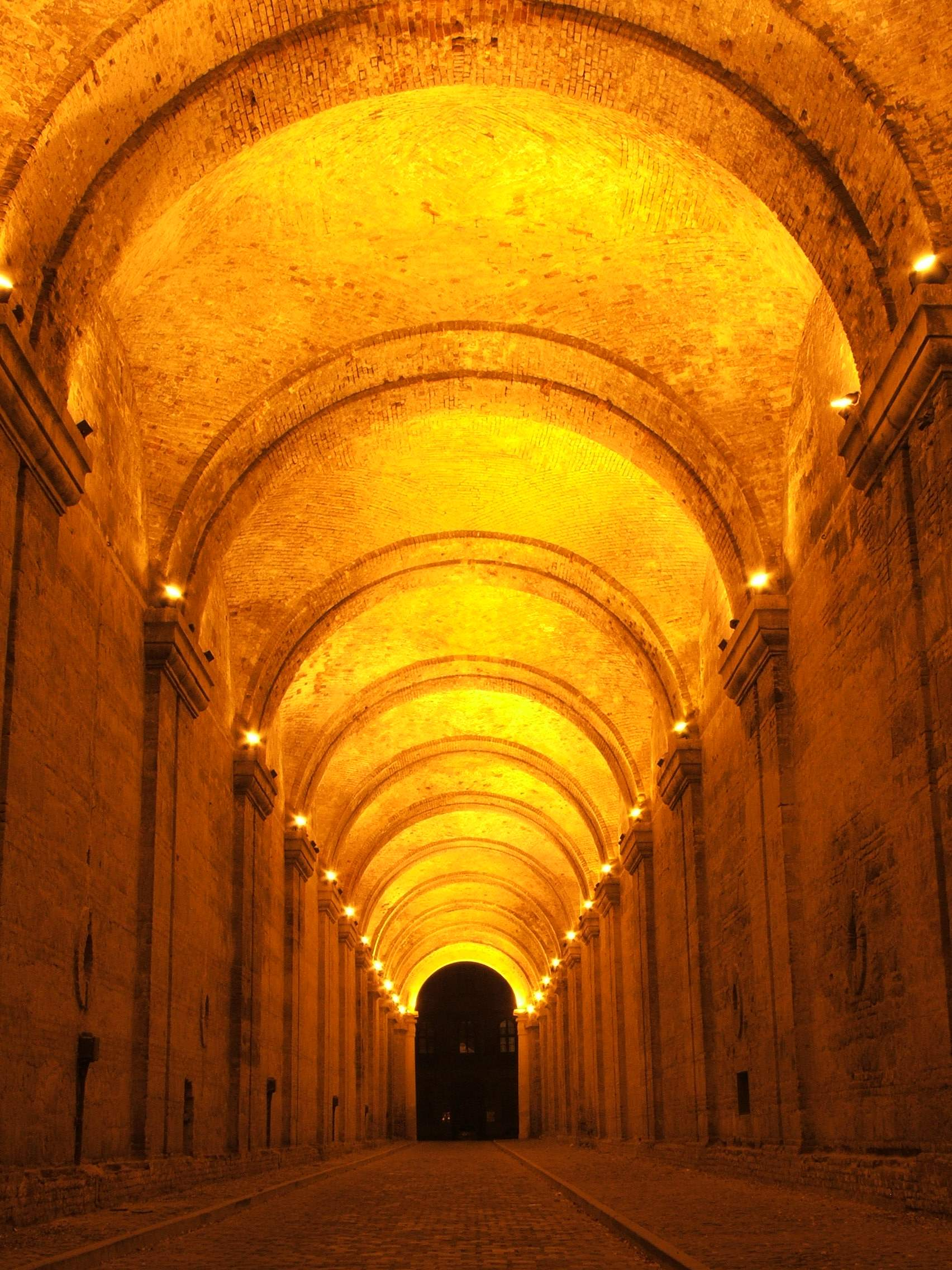
Portão escuro
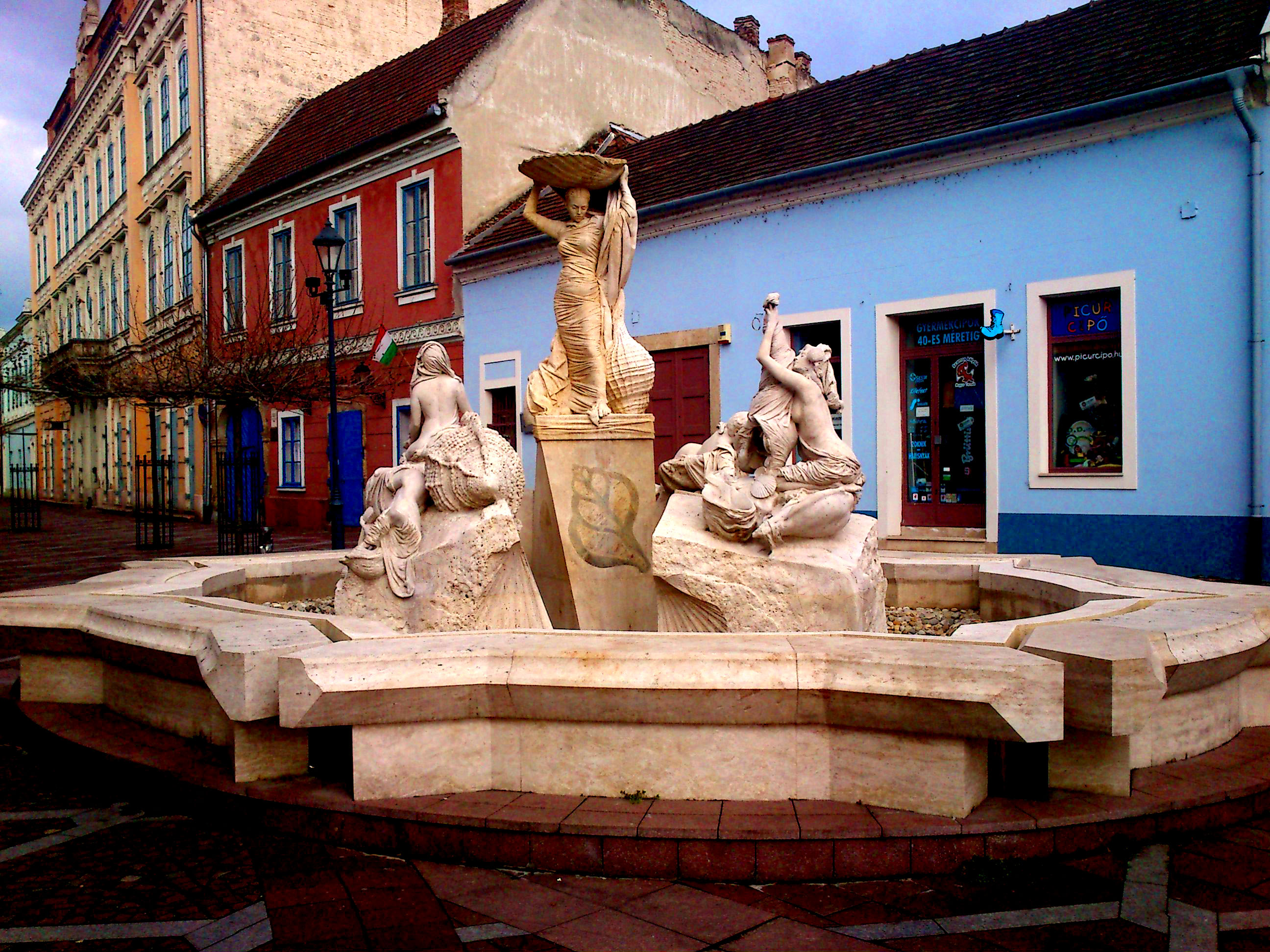
Fonte Ister

## Observações
1. ↑  A área foi habitada desde os tempos antigos. Depois dos celtas, romanos, hunos, alemães e ávaros, a cidade tornou-se o centro principesco dos conquistadores húngaros e, mais tarde, a primeira sede do Reino da Hungria.
2. ↑  Rel. eslovaco striehnuť – assistir, guardar, tcheco střeh – uma posição de observação.